# Operațiunea Market Garden
Operațiunea Market Garden (în română grădină de zarzavat, 17–25 septembrie 1944) a fost o acțiune militară a Aliaților din timpul celui de-al doilea război mondial. Obiectivele sale au fost cucerirea și apărarea unei serii de poduri peste principalele râuri din Țările de Jos ocupată de germani prin intermediul folosirii la scară largă a trupelor aeropurtate în cooperare cu o înaintare rapidă a unităților de blindate de-a lungul celor mai importante drumuri. Îndeplinirea obiectivelor operațiunii ar fi asigurat Aliaților posibilitatea traversării în siguranță a râului Rin, ultima barieră naturală majoră care se găsea în calea înaintării în Germania. Înaintarea rapidă fusese planificată să fie declanșată din regiunea frontierei belgiano-neerlandeze, să traverseze râurile Meuse (Maas), Waal și Nederrijn (Rinul Inferior) și trebuia să învăluiască Linia Siegfried, ceea ce ar fi dus la încercuirea Regiunii Ruhr – cea mai importantă regiune industrială a Germaniei.
Operațiunea a debutat cu un succes – capturarea podului de peste Waal de la Nijmegen pe 20 septembrie – dar s-a dovedit un eșec, ale cărui premise se puteau bănui încă din faza de planificare. Înaintarea Aliaților prin forțarea Rinului la Arnhem a trebuit să fie abandonată. Divizia I aeropurtată britanică nu a reușit să securizeze podul de la Arnhem, și deși a rezistat în apropierea podului mai mult decât se planificase, Corpul al 30-lea britanic nu a reușit să înainteze până la parașutiști și să-i elibereze. Rinul a rămas o barieră în calea înaintării Aliaților până în la ofensiva din martie 1945. Din cauza înfrângerii britanicilor de la Arnhem, nordul Țărilor de Jos nu a fost eliberat până în iarnă, iar foametea a făcut zeci de mii de victime, în special în orașele din regiunea Randstad.

## Context general
După înfrângerea severă din Normandia din iunie – august 1944, rămășitele forțelor germane s-au retras prin Țările de Jos, (Țările de Jos, Belgia, Luxemburg) și prin estul Franței spre frontierele Germaniei, până la sfârșitul lunii august. În nord, Corpul de armată al 21-lea britanic condus de mareșalul Bernard Montgomery înainta pe un  front care se întindea din Anvers până la granița de nord a Belgiei. Armata I canadiană își terminase ofensiva pe direcția nord de-a lungul coastei și avea soldații prea obosiți pentru a mai lua parte la operațiuni de luptă majore. La sud de canadieni se afla Grupul de armata al 12-lea american sub comanda generalului Omar Bradley. Americanii primiseră ordin  să-și conjuge eforturile cu Armata I americană pentru a ataca zona slab apărată de la Aachen. Mai la sud, Grupul de armată al 6-lea american de sub comanda generalului Jacob L. Devers înainta spre Germania după debarcările încununate de succes din sudul Franței.

### Problemele logistice

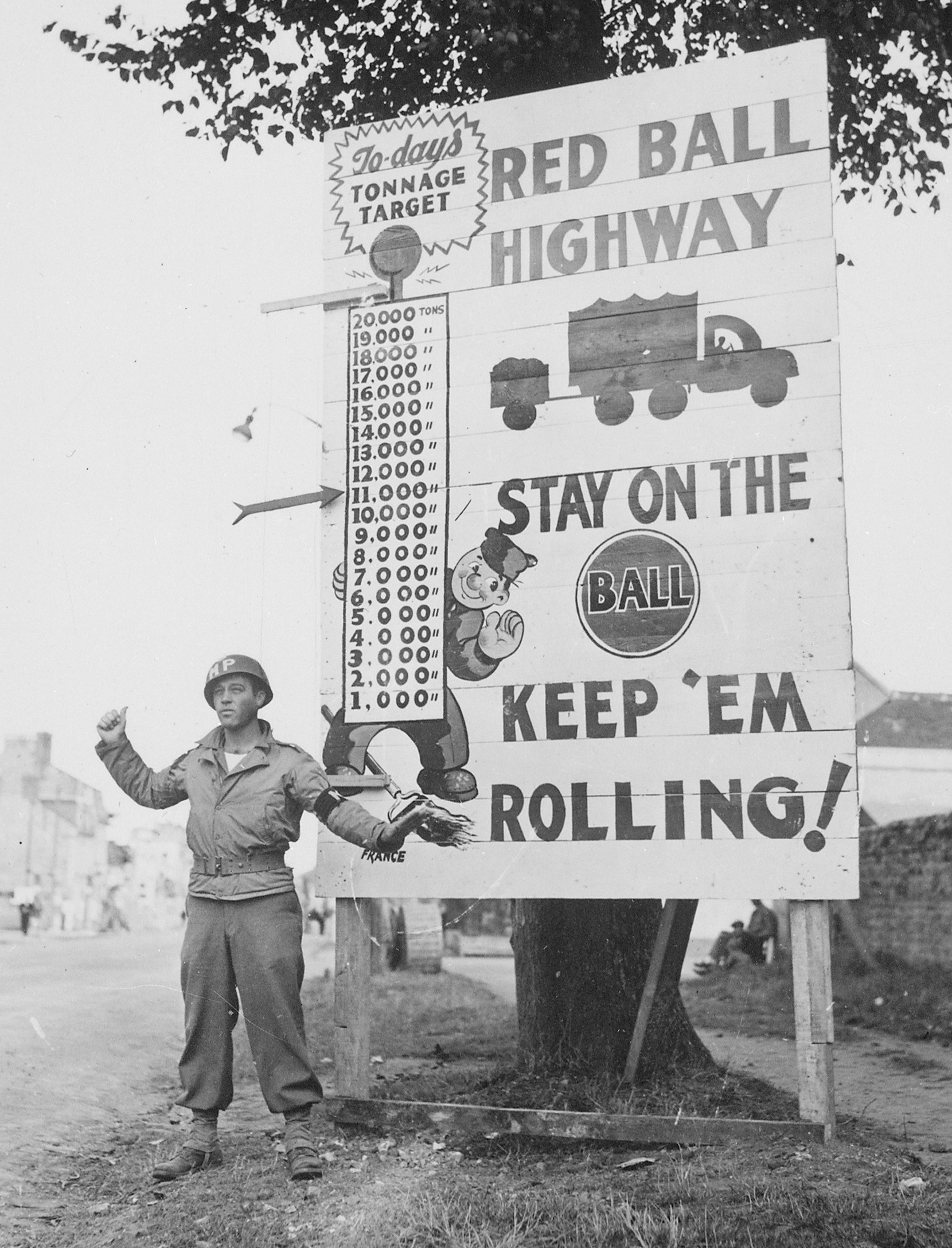
Sistemul de convoaie „Red Ball Express” a fost o încercare de rezolvare a problemelor de aprovizionare ale Aliaților.

Pe 4 septembrie 1944, criza de provizii a oprit înaintarea aliaților. Depozitele cu provizii aveau doar puținele stocuri din magaziile construite pe malul Atlanticului la începutul invaziei din Franța și cele din portul Cherbourg din Peninsula Cotentin. Marele port Anvers era intact și se afla sub controlul britanicilor, dar estuarul fluviului Escaut se afla încă sub controlul forțelor germane. Alte porturi importante de pe malul Canalului Mânecii precum Dunkirk au rămas sub controlul germanilor până în mai 1945. În ciuda faptului că volumul de marfă tranzitat prin porturile artificiale de la Atlantic și prin portul Cherbourg a depășit toate așteptările planificatorilor militari, criza mijloacelor de transport a creat un „loc îngust” în acțiunea de aprovizionare a frontului. La începutul lunii septembrie, în depozitele din Cherbourg se aflau 70.000 t de provizii care nu erau transportate. Sistemul regional de căi ferate era distrus datorită bombardamentelor aeriene din perioada debărcării din Normandia. Traficul feroviar în Normandia nu a fost reluat decât pe  30 august la capacitate limitată. Situația a fost agravată de problemele mecanice ale camioanelor de trei tone britanice, care au avut cu toate probleme la motor, și care nu au reușit să transporte decât 800 t/zi de materiale, ceea ce era suficient doar pentru două divizii. Petru rezolvarea acestei situații, trei divizii americane proaspăt sosite în Franța au fost lipsite de camioanele din dotare, care au fost redistribuite la unitățile de transport destinate aprovizionării Operațiunii Market Garden. De asemenea, camioanele unităților de artilerie grea ale Grupului de armată al 12-lea american au fost transferate la unitățile de transport. A fost organizat sistemul de convoaie auto „ Red Ball Express”, care a rezolvat doar parțial problema aprovizionării frontului.

### Soluții și divergențe

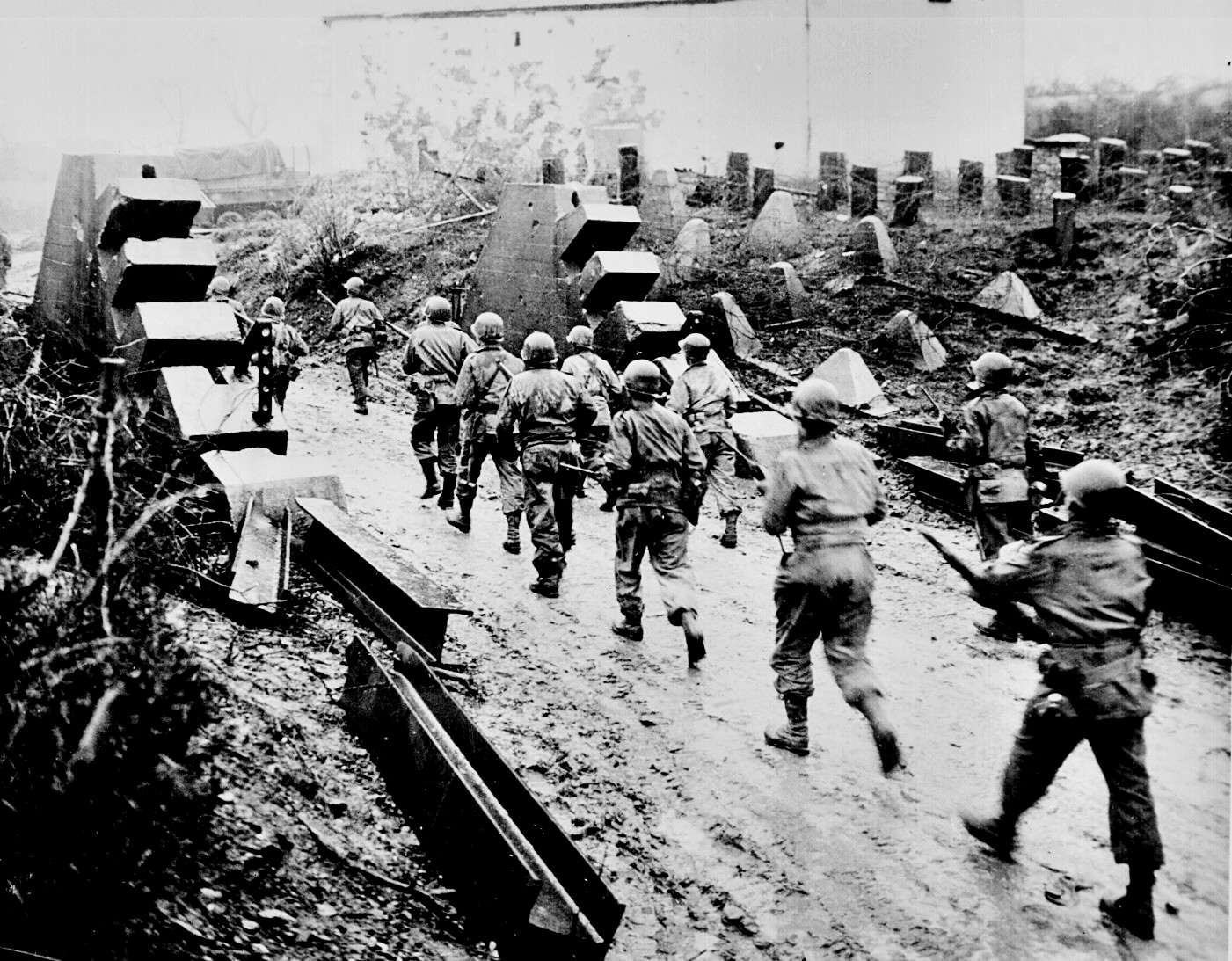
Soldații americani traversând Linia Siegfried.

După spargerea frontului german de la Caen și închiderea Pungii de la Falaise, generalul Dwight D. Eisenhower, Comandant Suprem al Forței Expediționare, a fost în favoarea acțiunilor militare care asigurau o înaintare pe front larg spre est. Această strategie a fost contestată de unii dintre comandanții aliați, în mod special de mareșalul Montgomery, comandantul Grupului de armată al 21-lea din nord, și de generalul Patton, comandantul Armatei a 3-a americane din sud. Amândoi doreau doreau ca în sectoarele comandate de ei să se concentreze efortul aliat de forțare a Rinului. Odată cu deteriorarea situației aprovizionării din luna septembrie, o înaintare pe front larg a devenit în mod clar imposibil de susținut din punct de vedere logistic.
Generalul Brian Horrocks, comandantul Corpului al 30-lea britanic, care a cucerit Anversul, a explicat în memoriile sale  de ce Aliații au fost opriți din ofensivă în primele zile ale lunii septembrie. Planificatorii aliați s-au așteptat ca, odată cu cucerirea portului Anvers, docurile să devenă imediat disponibile pentru aprovizionare armatei.  Niciunul dintre comandanții aliați nu a luat în calcul faptul că germanii au minat apele estuarului fluviului Scheldt și că au construit fortificații solide, prin aceste măsuri reușind să-i împiedice pe aliați să folosească portul. Generalul Horrocks afirmă că soluția corectă ar fi fost ocolirea orașului Anvers pe 3-4 septembrie, deplasarea pe direcția nord-vest spre  Woensdrecht, reușindu-se astfel izolarea istmului Beveland și prinderea în capcană a Armatei a 15-a germană. O asemenea manevră ar fi permis deminarea estuarului Scheldt și un trafic normal prin Anvers. Tactica greșită adoptată de Aliați le-a permis germanilor să aibă un respiro de două săptămâni, timp în care și-au retras Armata a 15-a din Flandra și și-au întărit trupelor din Țările de Jos. Blocarea portului Anvers a exacerbat criza de aprovizionare a Aliaților.
Cei mai mulți comandanți aliați erau în favoarea urmăririi a ceea ce părea a fi o armată germană dezorganizată și slăbită. Omar Bradley (ca și subordonatul lui direct, George S. Patton) și mareșalul Montgomery au cerut amândoi provizii pentru forțarea fluviului Rin într-o singură lovitură decisivă, în loc să curețe estuarul Scheldt și să deschidă traficul în portul Anvers. Bradley și Patton doreau un atac spre orașul Metz și în regiunea industrială Saarland, ceea ce presupunea străpungerea Liniei Siegfried spre malurile puternic fortificate ale Rinului. Bradley a cerut ca avioanele de mare capacitate să fie folosite pentru transportul proviziilor, ceea ce ar fi permis ca aprovizionarea să nu mai fie influențată de problemele din spatele frontului.
Montgomery a sugerat la început declanșarea așa-numitei Operațiuni Cometa, un atac limitat al trupelor aeropurtate, care ar fi trebuit să cucerească podul din Arnhem pe 7 septembrie, dar problemele meteo și situația schimbătoare de pe front au făcut ca această propunere să nu fie luată în semană. Operațiunea Cometa a fost înlocuită cu un plan ambițios, care prevedea ocolirea Liniei Siegfried, traversarea Rinului cu forțe numeroase și  prinderea în capcană a Armatei a 15-a germane între Arnhem și malurile lacului Yssel. Această propunere avea să devină Operațiunea Market Garden. Pe  10 septembrie, generalul Dempsey, comandantul Armatei a 2-a britanice, i-a spus mareșalului Montgomery că are dubii asupra eficienței acestui plan și că este de preferat un atac spre nord-est spre Wesel. Montgomery a răspuns că a primit semanle de la Londra prin care se cer acțiuni care să neutralizeze rampele de lansare ale rachetelor V-2, ceea ce însemna că Market Garden trebuia să fie declanșată. Mai mult, operațiunile trebuiau să se desfășoare în zona de acoperire a avioanelor care decolau de pe aeroporturile britanice, trebuia să păcălească puternica apărare a Liniei Siegfried prin ocolirea ei prin extrema ei nordică și să pătrundă adânc în teritoriile controlate de germani, realizând elementul surpriză. Planul avea anumite slăbiciuni. Planul presupunea ca Armata a 2-a britanică să se deplaseze spre nord printr-un teritoriu cu numeroase obstacole acvatice, care trebuiau traversate prin câteva puncte obligatorii de tracere. În plus, Armata a 2-a ar fi pierdut legătura cu Grupul de armată al 21-lea și cu Armata I americană. Armata a 2-a britanică nu avea nici măcar posibilitatea de a-și folosi subunitățile de artilerie grea și antiaeriană. În plus, înaintarea blindatelor urma să se facă pe un singur drum, construit pe creasta digurilor care separau două poldere, ceea ce limita mult libertatea de mișcare, îngrădea capacitatea de folosire a superiorității numerice a blindatelor aliate și punea numeroase piedici  acțiunii de aprovizionare.
După întâlnirea cu generalului Dempsey, Montgomery s-a deplasat la Bruxelles în seara zilei de 10 septembrie, pentru a se întâlni cu Eisenhower. Montgomery a cerut colaboratorilor lui  Eisenhower să părăsească sala de întâlnire, dar a insistat ca însoțitorii săi să rămână la ședință. Mai apoi, a cerut în mod imperativ prioritate la aprovizionare în vederea declanșării atacului spre nord. Eisenhower, care era convins că frontul german este în pragul prăbușirii, era cel puțin la fel de ferm în susținerea ideii înaintării pe un front larg. Până în cele din urmă, Eisenhower a fost de ocord cu declanșarea Operațiunii Market Garden, acordându-i o „prioritate limitată” în problema aprovizionării. Montgomery s-a plâns în zadar la Marele Stat Major de la Londra. Britanicii trebuiau să facă față aversiunii comandanților americani, care nu erau de acord cu tratamentul special acordat Armatei a 21-a britanice.
În acest timp, trupele de sub comanda generalului Patton avansase atât de mult, încât pentru generalul Dempsey devenise evident faptul că Armata I americană nu mai era capabilă să acopere spațiul rămas liber de trupele aliate implicate în Operațiunea Market Garden. Pentru a rezolva parțial această ultimă problemă, Corpul al 8-lea britanic trebuia detașat din forța principală de atac pentru a apăra flancul sud-estic. Numai că nu existau suficiente mijloace de transport pentru mutarea corpului, ceea ce a dus la o întârziere de patru zile a relocării, până pe 21 septembrie. Pe 11 septembrie, Montgomery s-a întâlnit din nou cu Eisenhower, iar, a doua zi, americanii au promis să ofere britanicilor mai multe camioane de transport și încă 1.000 de tone de provizii pe zi din rezerva lor. Montgomery și Bradley au presupus că Eisenhower a acceptat planul lui Montgomery pentru un singur atac concentrat prin nord.
Generalul Bradley a gândit că înaintarea Armatei a 3-a americane a generalului Patton era riscantă în contextul declanșării acțiunii britanicilor, și l-a avertizat pe Patton. Acesta din urmă a decis să înainteze imediat peste râul Mosela, trupele sale fiind atât de puternic implicate în luptele cu germanii, încât orice încercare de stopare devenea imposibilă, iar serviciile de aprovizionare au fost pur și simplu forțate să redirecționeze fluxul de provizii spre sud. Patton primise ordin să se limiteze la o acțiune de „recunoaștere continuă”, dar, în schimb, el hotărât să „atace cu vigoare”. Practic, deși Eisenhower a avut intenția să redirecționeze proviziile destinate Armatei a 12-a americane spre unitățile lui Montgomery, aceste provizii au ajuns la Armata I a lui Patton. Din acest motiv, aprovizionarea trupelor implicate în Operațiunea Market Garden a fost foarte dificilă. 
Keith Flint consideră în cartea sa „Airborne Armour” că Montgomery a greșit când nu i-a dat ordin cumnatului său, Percy Hobart, care comanda Divizia blindată a 79-a, să atace cu tancurile amfibii „DD Sherman”, tancurile de tonaj mediu și cu vehiculele amfibii de debarcare, (care puteau transporta soldați, tunuri antitanc, jeepuri și vehicule blindate universale „Bren”, acestea din urmă fiind foarte mobile pe terenuri moi). Autorul consideră de asemenea că a fost o greșeală faptul că Divizia a 6-a aeropurtată nu a fost sprijinită cu tancurile ușoare Tetrarch transportate pe calea aerului, care ar fi contribuit la cucerirea și apărarea podului de la Arnhem, după cum de altfel ceruse maiorul Frederick Gough. Keith Flint amintește că tancurile ușoare Tetrach au fost debarcate cu ajutorul planoarelor Hamilcare cu un efect extraordinar în Ziua Z. Ar mai trebui spus că, în momentul declanșării Operațiunii Market Garden, se manifesta o criză și în domeniul transportului aerian, nu numai al celui terestru. Planoarele destinate unor acțiuni aeropurtate puteau fi folosite în general pentru o singură operațiune, iar construirea altora noi nu era posibilă pe termen scurt. Este adevărat pe de altă parte că tancurile ușoare ar fi fost o pradă ușoară pentru tancurile grele și pentru armele antitanc germane. Planificatorii Operațiunii Market Garden au plecat de la premisa greșită că blindatele aliate puteau să se deplaseze rapid pe șoselele din regiune și puteau ajunge în timp util la podurile cucerite și apărate de parașutiști.
Decizia lui Eisenhower de a lansa Operațiunea Market Garden a fost luată mai degrabă din dorința de a ține sub continuă presiune armatele germane aflate în retragere. De asemenea, asupra lui Eisenhower se făceau presiuni pentru a relua folosirea pe scară largă a trupelor aeropurtate. După debarcarea din Normandia, forțele aeropurtate au fost retrase și trecute în refacere în Anglia. Aici s-a format Armata I aeropurtată aliată din trei divizii americane, două britanice și o brigadă poloneză. După debarcarea din Normandia au mai fost făcute planuri pentru 18 operațiuni aeropurtate, dar toate au fost anulate, date fiind acțiunile încununate de succes al trupelor terestre, care reușiseră să cucerească rapid zonele de parașutare.

### Planul
Planul de acțiune era format din două operațiuni:
- MARKET: Armata I aliată aeropurtată trebuia să cucerească podurile și alte regiuni sub comanda tactică a generalului Browning și
- GARDEN: forțele terestre ale Armatei a 2-a britanice în frunte cu Corpul al 30-lea trebuiau să atace spre nord sub comanda generalului locotenent Brian Horrocks.

#### Terenul
Între punctul de plecare al Copului al 30-lea și obiectivele de pe malul nordic al Rinului, se aflau opt obstacole acvatice importante – râuri și canale. Aliații au planificat să cucerească toate podurile de peste aceste obstacole în același timp. Deși canalele de mici dimensiuni ar fi putut fi traversate pe poduri construite de pontonierii Corpului al 30-lea, în cazul râurilor mari (Waalului la Nijmegen și Rinul la Arnhem), situația era diferită. Șoseaua 69 (numită mai târziu „Șoseaua Iadului”), pe care urmaU să se deplaseze blindatele aliate, avea doar două benzi de circulație și era doar puțin ridicată deasupra regiunii înconjurătoare a polderelor. Terenul de pe părțile laterale ale drumului era prea slab pentru a suporta greutatea mare a blindatelor.
În zona vizată de atac se afla un singur deal de aproximativ 90 m înălțime – Groesbeek. Cucerirea și apărarea acestui deal a fost considerată ca fiind vitală pentru securitatea podurilor.

#### Market

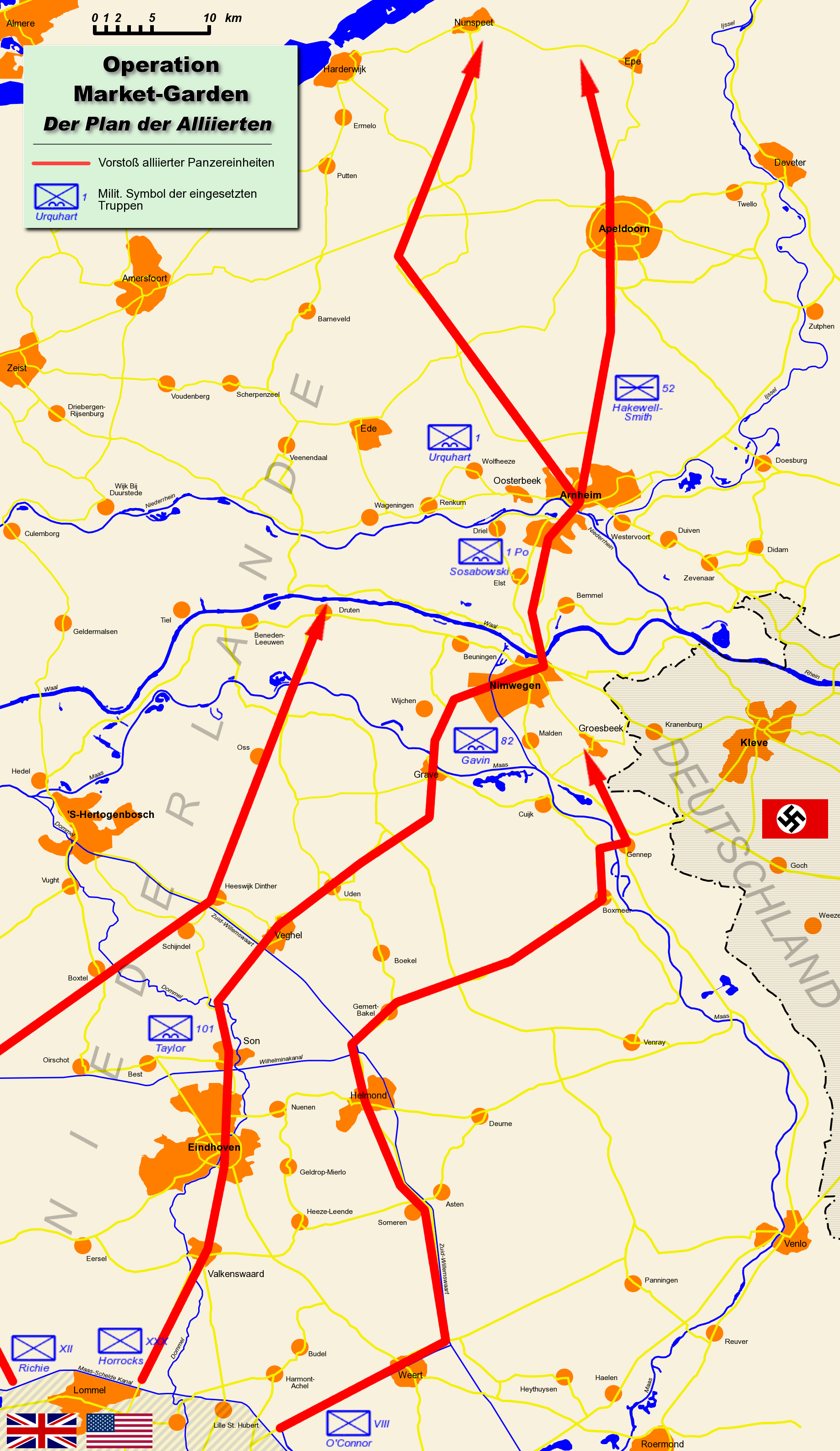
Planul Alait

„Market” urma să folosească cinci divizii din Armata I aeropurtată aliată. Divizia 101-a americană condusă de generalul Maxwell D. Taylor urma să fie parașutată la nord de Corpul al 30-lea, pentru a cuceri podurile de la nord-est de Eindhoven, de la  Son și Veghel. Divizia a 82-a aeropurtată americană comandată de generalul James M. Gavin avea să fie parașutată la nord-est de Divizia a 101-a, pentru a prelua podurile de la Grave și Nijmegen, iar Divizia I aeropurtată britanică condusă de generalul Roy Urquhart și Brigada I independentă de parașutiști polonezi aveau să fie lansați la nordul extrem al zonei de salt, pentru a cuceri podul rutier de la Arnhem și cel de cale ferată de la Oosterbeek.
Armata I aeropurtată aliată fusese creată pe 16 august ca urmare a cererilor britanice pentru crearea unui cartier general care să coordoneze operațiunile aeropurtate, un concept aprobat de generalul Eisenhower.  Britanicii au încercat să-l impună în fruntea noii structuri pe generalul Frederick Browning. În condițiile în care cea mai mare parte a trupelor și avioanelor erau date de americani, a fost numit până la urmă la comanda Armatei I generalul american Lewis H. Brereton. Brereton nu avea niciun fel de experiență în domeniul operațiunilor aeropurtate, dar avea o vastă experiență în domeniul operațiunilor aeriene, experiență câștigată pe mai multe fronturi.
„Market” urma să fie cea mai mare operațiune aeropurtată din istorie, urmând să fie transportați 34.600 de soldați. 14.589 soldați urmau să fie transportați cu planoarele militare, iar 20.011 urmau să fie parașutați. Tot cu planoarele urmau să fie transportate 1.736 de vehicule și 263 piese de artilerie. Aprovizionarea urma să fie făcută cu planoare sau prin parașutare, fiind vorba de peste 3.300 tone de muniție și alte materiale militare.
Pentru a transporta cele 36 de batalione de infanterie aeropurtată și trupele de sprijin pe continentul european, au fost folosite 14 grupuri ale Comandamentului al 9-lea de transportoare de trupe, iar, după 31 august, au fost folostie și 16 escadrile ale Grupurilor aeriene 38 și 46.
Forța aeriană folosită a fost formată din 1.438 avioane C-47/Dakota (1.274 americane și 164 britanice) și 321 bombardiere britanice modificate. Au fost folosite 2.160 planoare CG-4A Waco, 916 Airspeed Horsa (812 britanice și 104 americane) și 64 General Aircraft Hamilcar. Americanii au avut doar 2.060 piloți de planoare, astfel încât aceștia nu au avut copiloți, dar în schimb au transportat un soldat mai mult decât britanicii.
Datorită faptului că avioanele Dakota aveau un rol dublu, atât de transport trupe cât și de remoracare a planoarelor, Comandamentul al 9-lea de transoportoare trupe a fost capabil să transporte doar 60% din totalul efectivelor într-o singură zi. De aceea, transportul s-a făcut în două zile consecutive. Aproape toate avioanele americane urmau să transporte trupe și să remorcheze planoare, în vreme ce avioanele britanice urmau să fie folosite aproape în exclusivitate pentru remorcarea de planoare.
Deoarece începând cu noaptea de 17 septembrie luna nu lumina Pământul, lansările au trebuit făcute pe lumina zilei. (În acele vremuri erau interzise lansările de parașutiști în absența totală a luminii).Operațiile aeropurtate pe timp de zi ar fi avut posibilitatea, cel  puțin în comparație cu cele din Sicilia și Normandia, să fie executate cu o mai mare acuratețe din punct de vedere al navigației și, în plus, ar fi avut un ritm al lansării seriilor de parașutiști mai ridicat. Pentru diviziile aeropurtate, perioada de timp necesară pentru reunirea unităților în zonele de aterizare avea să se reducă cu aproape două treimi.

#### Garden
„Garden” era în principal o operațiune a Corpului al 30-lea britanic, care avea ca avangardă Divizia blindată de gardă, o formație britanică de elită, sprijinită de Diviziile de infanterie a 43-a Wessex și a 50-a Northumbrian. Sosirea lor în zona sudică a zonei de parașutare a Diviziei a 101-a era planificată pentru chiar ziua lansării parașutiștilor, în zona de parașutarea a Diviziei a 82-a în a doua jumătate a zilei următoare, iar în zona de parașutare a Diviziei I în zilele a treia și a patra de la declanșarea operațiunii. Odată cu tancurile aveau să ajungă în zonele cucerite și divizii de infanterie, care trebuiau să preia sarcinile defensive ale parașutiștilor, care trebuiau eliberați pentru alte sarcini.
Patru zile reprezentau o perioadă de timp foarte mare pentru ca parașutiștii, dotați numai cu armament ușor, nesprijiniți de infanterie, artilerie antitanc și blindate, să reziste pe poziții. Chiar și în aceste condiții, Înaltul Comandament Aliat a considerat că apărarea germană este foarte slabă, în condițiile în care Armata a 15-a germană părea că se retrage în grabă și se părea că în rândurile lor nu se află unități de tancuri. Din aceste cauze, Corpul al 30-lea ar fi trebuit să întâmpine o rezistență limitată în timpul deplasării pe Șoseaua 69. Apărătorii germani ar fi fost întinși pe o linie subțire lungă de aproximativ 100 km, luptându-se cu pungile formate de parașutiști.

### Forțele germane
Deplasarea forțelor germane în iuluie și august i-au făcut pe Aliați să creadă în mod greșit că armata germană este compusă din unități militare dezorganizate, incapabile să opună o rezistență puternică. Incapacitatea Grupului de armată al 21-lea să izoleze istmul Beveland a permis Armatei a 15-a germane (care fusese blocată o vreme la Pas de Calais, unde așteptase invazia Aliată, care se produsese de fapt în Normandia) să trasnbordeze în Țările de Jos peste 86.000 de oameni și 600 de piese de artilerie, chiar în zona de desfășurare a Operațiunii Market Garden.
Numirea la începutul lunii septembrie a mareșalului Gerd von Rundstedt în funcția de comandant suprem al  Wehrmachtului din Europa de Vest, (funcție în care l-a înlocuit pe mareșalul Walther Model), a fost o măsură pe care Adolf Hitler a acceptat-o cu greu, dar care a fost extrem de bine primită de trupă. Rundstedt a început imediat pregătirile defensive împotriva unui atac a aproximativ 60 de divizii aliate, pe care serviciile de spionaj ale Wehrmachtului îl preconizau în perioada imediată.
Generalul Kurt Student, unul dintre pionierii armatei de parașutiști germani, a fost pus în fruntea forței care fost numită  „Armata I de parașutiști”. Cei aproximativ 3.000 de parașutiști, împrăștiați prin toată Germania, erau singura forță de rezervă disponibilă în acel moment. Când aceste trupe au fost deplasate în regiunea Canalului Albert, canal begian aflat în calea deplasării trupelor aliate spre Berlin, au descoperit cu surprindere că linia defensivă numită de mareșalul Model „Noua linie germană” era practic inexistentă. În zonă nu fuseseră săpate tranșee și nu fuseseră construite fortificații. Parașutiștii lui Student au început să peregătească în mare grabă noile poziții defensive pe malul sudic al canalului, plasând încărcături explozive pentru distrugerea podurilor vizate de Aliații în deplasarea lor spre Berlin.
Generalul Kurt Chill, care se afla la comanda Diviziei a 85-a, care avea efectivele incomplete, a stabilit „puncte de primire” la cele mai importante poduri din Țările de Jos. Chill a reușit să adune sub comanda sa și să disciplineze soldați din diferite unități distruse de lupte și să le plaseze pe noua linie defensivă. Acestor trupe amestecate le-a venit în ajutor Divizia a 719-a de infanterie.
Întâmplarea a făcut ca, în regiunea Arnhem, să fie trimisă pe 4 septembrie o importantă forță blindată germană. Rundstedt și colaboratorii săi credeau că Eisenhower avea să-i ordone lui Patton să declanșeze viitoarea ofensivă în sud. Într-unul dintre ultimele sale ordine, Model ceruse Corpului al 2-lea Panzer SS să rămână într-o zonă „sigură”. Această zonă sigură s-a dovedit a fi tocmai regiunea orașului Arnhem, subunitățile Corpului SS fiind împrăștiate în orășelele și satele din nordul  și vestul Arnhemului, până la o distanță de 15 km una de cealaltă.
Diviziile SS erau destul de slabe. Efectivele lor reunite nu depășeau cu mult 7.000 de oameni, cât o divizie cu efectivele complete. Mai aveau în dotare doar puține arme grele, pe restul pierzându-le în timpul retragerii din Normandia. În ajunul declanșării luptelor, Regimentul SS al 9-lea Panzer nu avea niciun tanc, iar Regimentul SS al 9-lea de artilerie nu avea niciun tun. Regimentele Panzer Grenadier al 19-lea și al 20-lea nu avea arme grele. Totuși, alegerea întâmplătoare a regiunii Arnhem ca zonă „sigură’’ a făcut ca apărarea germană să poată beneficia de încă aproximativ 3.000 de soldați, câteva tancuri, tunuri de asalt și vehicule blindate gata să intre în acțiune împotriva parașutiștilor aliați.

### Probleme nerezolvate
Rezistența neerlandeză a trimis o serie de rapoarte aliaților până pe 10 septembrie, prin care semnala mișcările de trupe germane și identifica unitățile Panzer. În ciuda faptului că munca de planificare era în fazele sale finale, șeful Marelui Stat Major Aliat, generalul Walter Bedell Smith s-a deplasat la cartierul general al Armatei a 21-a pentru a sugera câteva schimbări posibile ale operațiunii, pe care Montgomery era incapabil sau neinteresat să le facă. Când un avion aliat de recunoaștere s-a reîntors cu fotografii ale tancurilor germane aflate la numai 15 km de zona britanică de parașutare, Montgomery a refuzat să creadă, presupunând în mod eronat că este vorba despre vehicule defecte.
Avioanele de transport al Comandamentului al 9-lea de transportoare de trupe trebuiau să execute misiunile de parașutare a infanteriei aeropurtate și de remorcare a planoarelor, misiuni care nu puteau fi executate simultan. Deși toți comandanții de divizie au cerut efectuarea a două parașutări în prima zi, Statul major al generalului Brereton a programat numai o singură parașutare, dat fiind faptul că o parte a zilei urma să fie ocupată cu bombardamentele aeriene ale pozițiilor bateriilor antiaeriene germane, care, dat fiind prognozele meteorologice îngrijorătoare, trebuiau declanșate în după amiaza zilei de 16 septembrie. Această prognoză s-a dovedit până la urmă o greșeală, în zonă fiind condiții meteo bune timp de patru zile.
În prima zi au fost parașutate toate regimentele americane, dar numai jumate dintre cele britanice, niciunul polonez, iar planoarele au transportat numai trei batalioane. În prima zi nu au fost transportate în zona de luptă nicio unitate de sprijin a parașutiștilor. Un orar greșit al decolărilor, care ținea seama de prognoza meteo eronată, a făcut ca Divizia a 101-a aeropurtată să fie lipsită de artilerie timp de două zile, iar Divzia a 82-a aeropurtată să nu aibă sprijinul artileriei pentru o zi și al regimentului de infanterie pentru cinci zile. Perioada de timp prea mare necesară pentru definitivarea lansărilor trupelor aeropurtate a dus la dificultăți în teren pentru cucerirea și păstrarea obiectivelor ordonate și, în final, la scăderea eficienței întregului atac.
Alegerea zonelor de lansare s-a dovedit în mai multe cazuri greșită, în special în cazul podului de la Arnhem. Coordonatorul RAF a refuzat să lanseze trupele în apropierea orașului Arnhem la nord de pod datorită prezenței bateriei antiaeriene de la Deelen. O altă zonă bună de aterizare de la sud de pod a fost respinsă deoarece a fost considerată mlăștinoasă pentru planoarele care transportau echipament greu. Comandanții neexperimentați ai trupelor aeropurtate au fost de acord cu toate obiecțiunile RAF și au acceptat ca zona de aterizare să fie la aproximativ 15 km de pod.
Dat fiind faptul că diviziile infanteriei aeropurtate urmau să ajungă doar după două zile, trupele parașutate în prima zi trebuiau să apere zona de parașutare și să cucerească podul, urmând ca forțele lor să fie divizate pentru mai mult de 24 de ore. Când comandanții operațiunii și-au dat seama de situația dificilă în care s-ar fi aflat parașutiștii, au schimbat în grabă planul, prevăzându-se folosirea unei forțe reduse dotate cu jeepuri înarmate cu mitraliere, care ar fi trebuit să cucerească podul, urmând ca trei batalioane să le vină în sprijinul primilor atacatori după un marș forțat de 15 km. Un al patrulea batalion urma să apere zona de aterizare până când avea să fie înlocuit de soldații aduși cu planoarele.
După o săptămână, preparativele au fost considerate încheiate. Pentru comparație, ar trebui amintit că planificare aperațiunilor aeropurtate din Sicilia și Normandia s-a întins pe mai multe luni. Istoricul militar american John C. Warren remarca faptul că Market a fost singura mare operațiune aeropurtată a celui de-al doilea război mondial în care Forțele Aeriene ale SUA „nu au avut un program de antrenament, nici de simulări, aproape niciun exercițiu și un ... nivel scăzut al pregătirii tactice”.
Planificarea s-a făcut greșit sau nu s-a făcut de loc. Datorită faptului că transportul trupelor de sprijin și a proviziilor a fost făcut ținând seama de o prognoză meteo greșită, decizia de a face doar o parașutare de fiecare avion pe 17 septembrie a fost „dezastruoasă”, după cum afirma Waren în opera citată mai înainte. Planificarea comunicațiilor a fost slabă, iar Divizia I aeropurtată nu a putut lua legătura cu cartierul general pe parcursul aproape întregii bătălii. Planificatorii nu au prevăzut sprijin aerian la mică înălțime. Parașutările au fost planificate de la sud la nord, pentru a ușura înaintarea Corpului al 30-lea, dar acest fapt a dus la pierderea avantajului elementului surpriză pentru unitățile lansate la Arnhem.
Gavin, care comanda Divizia a 82-a eropurtă, era sceptic în ceea ce privește sorții de reușită a planului. El a scris în jurnalul propriu: „Pare foarte rudimentar. Dacă voi avea succes în acest caz, voi fi foarte norocos”. El a fost foarte critic la adresa lui Browning, care "...fără nicio îndoială este lipsit de competența, influența și judecata care sunt rezultatul unei experiențe de comandă corespunzătoare... Statul lui major era superficial... A devenit din ce în ce mai evident ... motivul pentru care unitățile britanice au bâjbâit...” 

## Bătălia

### Prima zi: duminică, 17 septembrie 1944

#### Succesele inițiale

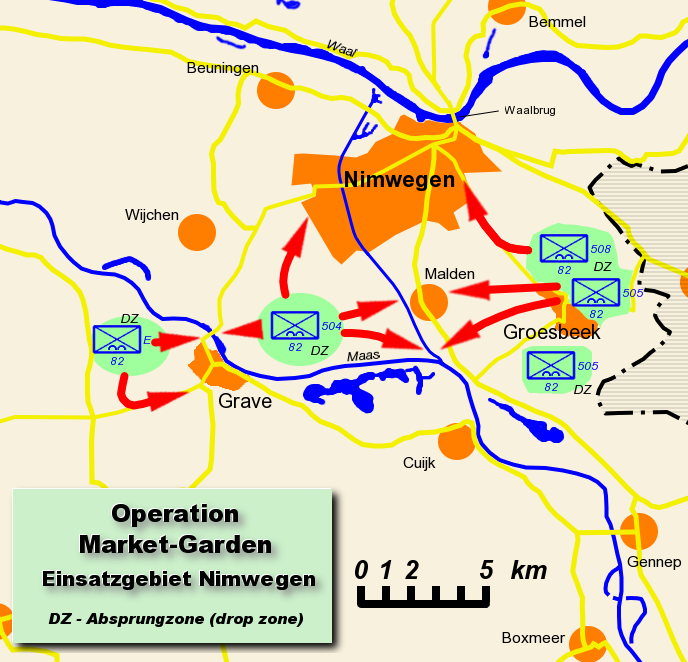
Harta zonei de aterizare a aliaților de lângă Nijmegen

Operațiunea Market Garden a început cu succese pe toată linia. Toate trupele au fost lansate pe timpul zilei pentru a asigura o mai mare precizei a aterizărilor, și aproape toate trupele au ajuns în zonele de aterizare desemnate fără incidente. În cazul Diviziei a 82-a, 89% dintre soldați au aterizat de o rază de 900 m de punctul-țintă, iar 84% dintre planoare au aterizat pe o rază de 900 m de zona țintă. Aceasta a contrastat cu operațiunile de noapte de pană atunci, când trupele aeropurtate au fost împrăștiate pe o suprafață uriașă cu o lățime de până la 19 km. Pierderile pricinuite de aviația și artileria antiaeriană germană au fost scăzute. Focul artileriei antiaeriene germane a fost descris ca fiind „puternic, dar lipsit de precizie”.
Divizia a 101-a a întâmpinat o rezistență redusă și a cucerit patru dintre cele cinci poduri. Podul de la Son a fost aruncat în aer mai înainte ca parașutiștii aliați, care fuseseră implicați într-o scurtă luptă cu servanții bateriilor antiaeriene, să-l poată cuceri. După ceva vreme, în aceeași zi, câteva contraatacuri ale Divziei a 59-a de infanterie germană (din cadrul Armatei a 15-a, care reușise să se retragă pentru că Anversul nu fusese izolant de aliați) au fost respinse, iar câteva subunități din Divizia a 101-a s-au mutat mai la sud de Son.

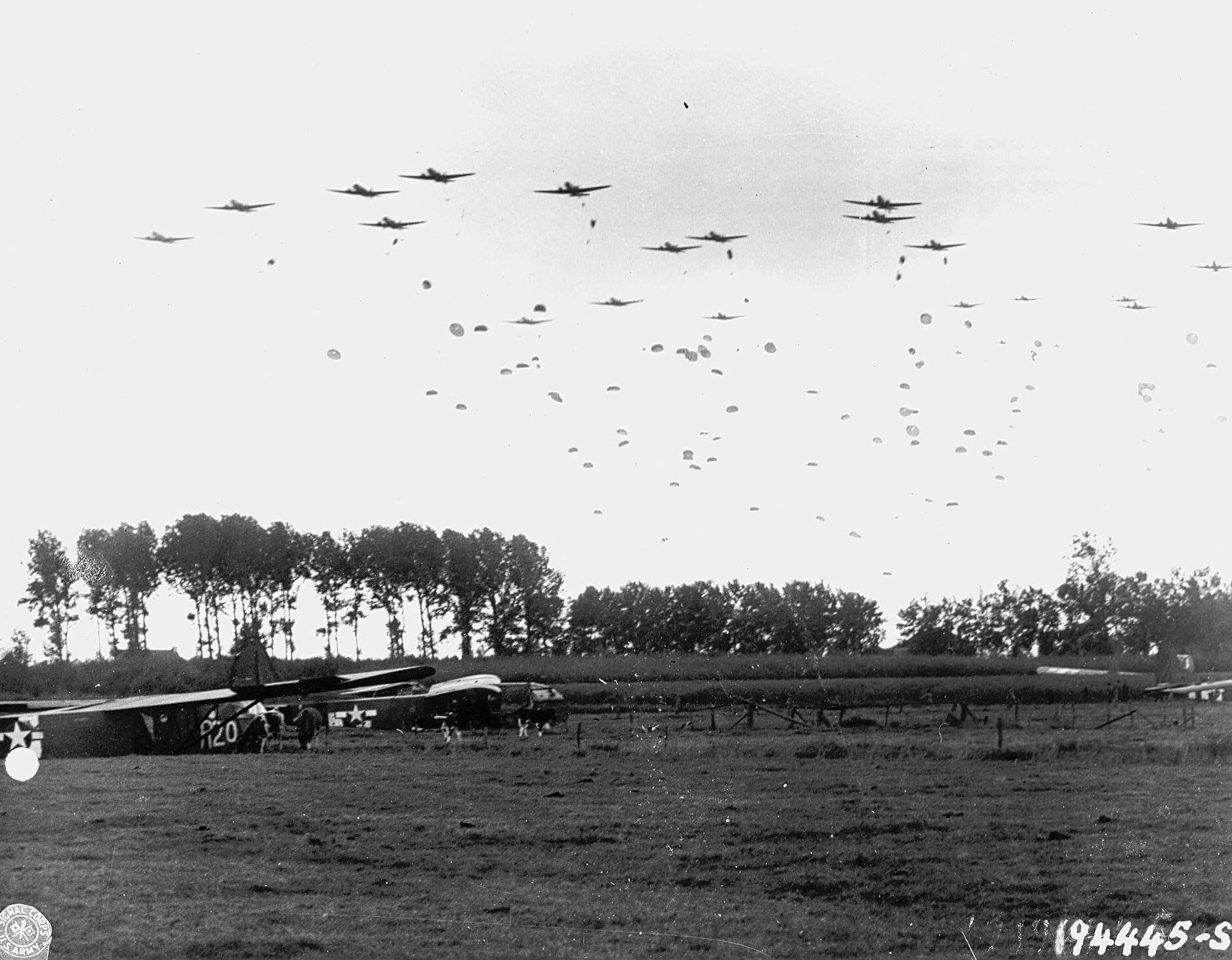
Parașutiștii Diviziei a 82-a lansați lângă Grave

Mai spre nord a fost parașutată Divizia a 82-a și subunități din cadrul acesteia au cucerit rapid podul de la Grave. De asemenea, a fost cucerit și podul de importanță strategică de peste canalul Maas-Waal de la Heumen. Sarcina principală a Diviziei a 82-a era cucerirea înălțimilor Groesbeek și stabilirea unor poziții puternice aici, de pe care se spera ca aliații să fie capabili să respingă atacurile blindatelor germane și să-i împiedice pe aceștia din urmă să plaseze pe înălțimi observatori de artilerie. Atât Gavin cât și Browning au considerat că obiectivul principal al Diviziei a 82-a este cucerirea și apărara înălțimilor, nu cucerirea podurilor. Regimentul al 508-lea de parașutiști a primit sarcina să cucerească podul lung de 600 m de la Nijmegen, dacă ar fi fost posibil, dar datorită comunicațiilor proaste ei nu au întreprins nimic în această direcție până a doua zi târziu. Dacă ar fi atacat mai devreme, ar fi luptat doar cu câteva zeci de soldați germani. În momentul în care s-au hotărât totuși să lanseze atacul, aliații au fost respinși de Batalionul al 9-lea SS, venit în sprijinul apărătorilor. Podul de la Nijmegen a rămas astfel în mâninile germanilor.
Cucerirea acestui pod trebuia să fie o sarcină prioritară a parașutiștilor deoarece, dacă celelalte poduri de peste canalele sau râurile mici puteau fi traversate pe poduri de pontoane ridicate în grabă de geniștii aliați, podurile de la Nijmegen și de la Arnhem asigurau treversarea a două brațe ale Rinului, care, prin lățimea lor, făceau foarte dificilă construirea unor poduri de pontoane. Dacă unul dintre cele două poduri nu era capturat, înaintarea Corpului al 30-lea era blocată și Operațiunea Market Garden eșua.

#### Acțiunile britanicilor
Divizia I aeropurtată a aterizat fără incidente importante, dar planificare proastă a generat imediat primele probleme. Doar o jumate din efectivele diviziei a ajuns la locație cu primul transport aerian și doar jumate dintre aceștia au putut să se deplaseze spre pod. Restul trupelor a trebuit să rămână să păzească zona de aterizare până la sosirea camarazilor cu cel de-al doilea transport din ziua următoare. Astfel, obiectivul principal al diviziei trebuia îndeplinit de o jumate de brigadă. În timp ce parașutiștii se deplasau pe jos spre Arnhem, un batalion de recunoaștere trebuia să se deplaseze rapid cu jeepuri dotate cu mitraliere, să cucerească podul și să-l apere până când restul camarazilor ajungeau și ei în zonă. Mai multe mașini de teren au fost pierdute când planoarele de transport au ratat zonele de aterizare. Alte jeepuri au fost descărcate cu greu din planoare. Batalionul de recunoaștere a plecat târziu spre obiectiv și, la scurtă distanță de pozițiile de plecare, a fost oprit din deplasare de germanii aflați pe puternice poziții defensive.
Acest eșec a avut consecințe grave pentru întreaga operațiune. La cinci ore de la primele aterizări, Batalionul al 9-lea Waffen-SS Panzer a traversat podul de la Arnhem și s-a deplasat spre podurile de le Nijmegen și cel de peste râul Waal. La cele două poduri nu ajunsese nicio unitate aliată.
Două din cele trei batalione ale Brigăzii I de parașutiști au fost încetinite în deplasarea lor de mici subunități ale unui batalion german aflat în regiune pentru instrucție, care a închegat o linie subțire defensivă pe principalele drumuri spre Arnhem. Batalionul al 2-lea înainta la sud de această poziție și a descoperit că ruta lor este aproape neapărată de germani. Ei au ajuns la pod seara și au stabilit poziții defensive pe capul lui de nord. Dintre celelalte batalioane, Batalionul al 3-lea nu a reușit să străbată până la miezul nopții decât jumate din dinstanță, ariergarda lor trebuind să facă față atacurilor germane, ceea ce a dus la pierderea de timp prețios. Batalionul I a fost fragmentat în timpul deplasării, dar a înaintat pe flancurile liniei defensive germane de-a lungul întregii nopți. La rândul lor, au fost întârziați în deplasare de luptele cu germanii. Două tentative de cucerire a podului sau măcar a capătului lui sudic au eșuat.

#### Problemele cu comunicațiile
Unele probleme cu comunicațiile dintre zonele de aterizare și pod erau de așteptat datorită distanței de 13 km care separa cele două puncte, în condițiile în care aparatele de transmisie-recepție aveau o rază de acțiune de 8 km. Totuși, aparatele radio nu au funcționat aproape deloc. Unele dintre ele au avut probleme de recepție a semnalului emis de la numai câteva sute de metri, iar altele nu au recepționat absolut nimic. Au fost avansate mai multe explicații pentru problemele majore ale rețelei radio a Diviziei I aeropurtate. Teste ulterioare, care au folosit același tip de emițătoare, au sugerat că zăcămintele bogate în fier din subsolul regiunii ar fi fost la originea problemelor transmisiunilor radio. Este de asemenea probabil ca numeroasele amânări și anulări ale parașutărilor (peste 12 lansări au fost planificate, pentru ca mai apoi să fie anulate) au dus la nerespectarea procedurilor pentru încărcarea acumulatorilor, sau la supravegherea necorespunzătoare a acestor proceduri.
Ca urmare, coordonarea prin radio a unităților Diviziei I aeropurtate a fost aproape inexistentă în momentele în care germanii își coordonau și întăreau defensiva. Mai prebuie amintit că parașutiștilor britanici din Divizia I le fusese repartizată o frecvență radio care avea aceeași lungime de undă cu a unei stații radio din Anglia. În plus, o unitate avea aparate setate pe o frecvență UHF care nu era folosită de restul emițătoarelor, ceea ce le făcea total nefolositoare. În acest fel, singura legătură a Diviziei I cu avioanele de sprijin din RAF a fost tăiată. Piloților britanici li se interzisese să atace din proprie inițiativă, pentru ca să nu prindă sub focul lor proprii soldați.

#### Înaintarea Corpului al 30-lea
Generalul Brian Horrocks a refuzat să dea ordinul de atac până când nu primea confirmarea că forțelor aeropurtate au ajuns la obiective. De aceea, Corpul al 30-lea nu  a pornit să înainteze decât la ora 14:35, iar la scurtă vreme a trebuit să facă față defensivei germane – infanterie și baterii de tunuri antitanc. Corpul a fost întârziat mai multe ore, iar mai multe tancuri au fost pierdute. La căderea serii, în jurul orei 17:00, Corpul al 30-lea se afla la 15 sud de Eindhoven, mult în urma planificării. Doctrina armei blindatelor din acele vremuri prevedea oprirea deplasării pe timpul nopții și, deși în timpul debărcării din Normandia se folosise în câteva cazuri atacurile de noapte, alte tentative de luptă pe timpul nopții a blindatelor nu au mai fost făcute. Comandantul șeful statului major al diviziei de blindate ar fi spus unui comandant de regiment de tancuri să se odihnească, deoarece podul de la Son a fost aruncat în aer. De fapt, pierderea podului de la Son trebuia să oblige coloana de tancuri să înainteze mai repede, astfel încât geniștii Corpului al 30-lea să poată construi un pod de pontoane.

#### Reacția germanilor
Germanii și-au dat seama rapid de ceea ce se întâmpla. Mareșalul Walter Model a fost la început încurcat de lansările britanicilor în zone care nu păreau să reprezintre vreun interes strategic și a bănuit că este vorba de comnadouri trimise să-l ia prizonier. Model a căutat în grabă să-și mute cartierul general într-o locație mai sigură. Comandantul Corpului al 22-lea Panzer SS, Wilhelm Bittrich, un ofițer mult mai realist, a trimis imediat o companie de recunoaștere la Nijmegen în sprijinul apărătorilor podului. Până la miezul nopții, Model și-a făcut o imagine clară asupra întregii situații și a dat ordinele necesare pentru apărarea podului de la Arnhem. Spre depsebire de confuzia care i-a cuprins pe apărătorii altor obiective atacate de parașutiști, în cazul podului de la Arnhem avantajul surprizei a fost anulat de reacția precisă a germanilor.

### A doua zi: luni, 18 septembrie
Meteorologii au prevăzut corect că Anglia va fi acoperită de ceață în dimineața zilei de 18 septembrie. Al doilea val de transport aerian aliat a fost amânat trei ore ca urmare a acestui fapt, iar în zonele de aterizare a să se adune o pătură de nori groși de joasă înălțime, ceea ce a pus probleme uriașe atât aprovizionării pe calea aerului, cât și misiunilor de sprijin aerian. Șapte din următoarele opt zile aveau să aibă condiții meteo dificile, iar, pe 22 și 24 septembrie, toate operațiunile aeriene au fost anulate.

#### Zona de aterizare a Diviziei I aeropurtate

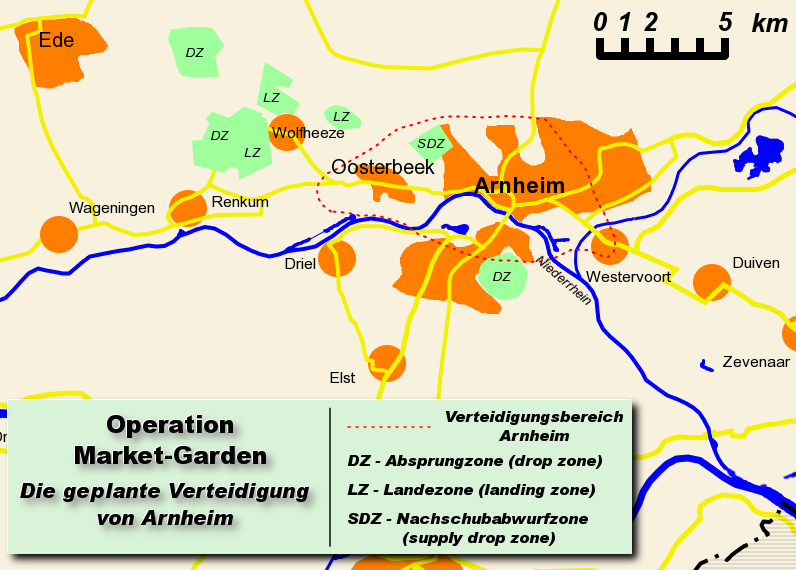
Harta zonei de aterizare a britanicilor la Arnhem

Primul și al 3-lea batalion de parașutiști au avansat spre podul de la Arnhem în primele ore după aterizare și au progresat mulțumitor, dar au fost opriți deseori de luptele de hărțuială cu subunități germane. Coloanele lor lungi și greoaie au trebuit să se oprească de fiecare dată când trebuiau să facă față atacurilor germane. Coloanele se fragmentau, iar germanii atacau și distrugeau subunitățile care se depărtau de grosul trupelor. În dimineața acelei zile, Batalionul al 9-lea SS de recunoaștere, trimis cu o zi mai înainte spre Nijmegen, s-a retras la Arnhem, considerând că nu este nevoie de prezența lor în regiune. Până la sfârșitul acestei zile, cele două balioane au intrat în Arnhem și s-au apropiat până la 1,5 km de pod cu aproximativ 200 de  luptători, doar o șesime din efectivele lor inițiale. Cea mai mare parte a subofițerilor și ofițerilor erau răniți sau fuseseră uciși în luptă. Al doilea transport aerian de trupe, care fusese amânat datorită ceței, a fost lansat cu efectivele complete în zonele desemnate de aterizare, aducând în luptă soldații Brigăzii a 4-a de parașutiști (3 batalioane) și două companii ale Regimentului Staffordshire.

#### Zona de aterizare a Diviziei a 82-a aeropurtate
Localitatea Grave s-a dovedit un obiectiv bine apărat de germani, care, în plus, au atacat în continuu soldații aliați de pe înălțimile de la est de Nijmegen. Regimentul al 505-lea de infanterie aeropurtată s-a apărat cu succes împotriva atacurilor germane la Horst, Grafwegen și Riethorst. Ceva mai devreme în aceeași zi, contraatacurile germane au dus la cucerirea zonelor de aterizare unde erau planificate sosirile celui de-al doilea val de transport de la ora 13:00. Pentru eliberarea acestor zone de parașutare, Regimentul al 508-lea de parașutișiti a atacat în jurul orelor 13:10 și a eliberat zona în 50 de minute, capturând și 16 tunuri antiaeriene și 149 de prizonieri. Al doilea transport aerian, întârziat de ceață,  a aterizat deabia la ora 15:30 – elemente ale batalioanelor de artilerie transportate cu planoarele. După 20 de minute, 135 de bombardiere B-24 au lansat în zona de aterizare de o altitudine de 100 m provizii, din care aproximativ 80% au fost recuperate de soldații aliați.

#### Zona de aterizare a Diviziei a 101-a aeropurtate

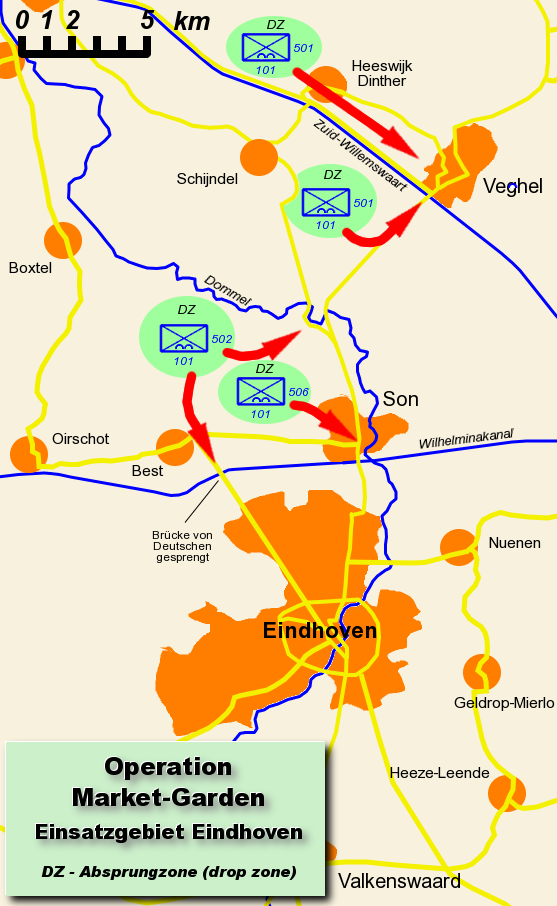
Harta zonei de aterizare a americanilor de lângă Eindhoven

Divizia a 101-a, după ce nu a reușit să cucerească podul de la Son, (distrus de germani prin dinamitare), a încercat fără succes să cucerească podul de le Best, care s-a dovedit bine apărat. Unele dintre unitățile diviziei au înaintat spre sud până aproape de nordul orașului Eindhoven. Cam pe la ora prânzului, aceste unități au întâlnit patrulele de recunoaștere ale Corpului al 30-lea. La ora 16:00, transmisioniștii diviziei au stabilit legătura radio cu forțele principale ale Corpului al 30-lea și au raportat distrugerea podului Son și eșecul de la Best, sugerând ca forța principală de atac să se îndrepte spre Bailey. Corpul al 30-lea a forțat înaintarea spre Eindhoven și și-a așezat tabăra la sud de Son, unde a așteptat ca geniștii să construiască un pod de pontoane la Bailey.
După trecerea a două zile de la începerea înaintării, Corpul se afla mult în urma planului, iar podurile de la Nijmegen și Arnhem nu fuseseră cucerite încă.

### A treia zi: marți, 19 septembrie

#### Arnhem
În primele ore ale zilei, Brigada I de parașutiști a declanșat atacul împotriva podului de la Arnhem.  Soldații Batalionului I au fost reperați rapid de germani și supuși unui foc încrucișat puternic de pe trei direcții. Balalionul I, prins de focul inamic în câmp deschis, a fost rapid distrus de germani, iar Batalionul al 3-lea, care venea în spatele primului, s-a retras. Regimentul al 2-lea Staffordshire a avut o soartă asemănătoare cu cea a Batalionului I și a reușit să salveze doar 150 de soldați. Batalionul al 11-lea, care nu a participat de la început la lupte, a trebuit să suporte tot greul contraatacului german, în timp ce încerca să cucerească regiunea înălțimilor din nord. Cum toate obiectivele brigăzii nu au fost atinse, cei 500 de supraviețuitori s-au retras spre grosul trupelor aliate, la cam 5 km de Oosterbeek.
Batalionul al 2-lea și unitățile sale de sprijin – cam 600 de soldați în total – au păstrat ferm controlul asupra rampei nordice de acces spre podul Arnhem. Germanii și-au dat seama că pozițiile lor defensive nu pot fi cucerite de atacurile infanteriștilor aliați, pe care le respinseseră cu pierderi grele în ziua precedentă, și au declanșat un bombardament intens de mortiere, artilerie de câmp și tancuri, demolând în mod sistematic toate clădirile pe care soldații aliați  le-ar fi putut folosi ca adăpost, sau ca bază de organizare a unui eventual asalt. În ciuda bombardamentului puternic și neîntrerupt, britanicii au reușit după lupte grele să-și păstreze pozițiile.

#### Oosterbeek
La nord de Oosterbeek, Brigada a 4-a de parașutiști a condus asaltul diviziei asupra liniilor germane, dar comunicațiile radio de proastă calitate și rezistența îndârjită a defensivei a făcut ca atacul să eșueze. Divizie, ale cărei subunități erau împrăștiate pe o mare suprafață și în plus erau supuse presiunii continui a germanilor, și-a pierdut capacitatea ofensivă. Incapabilă să mai desfășoare operațiuni ofensive, divizia s-a concentrat pe apărarea pungii cucerite la Oosterbeek și a capului de pod de pe malul nordic al Rinului.
Elementele Brigăzii I independente de parașutiști polonezi a rămas în Anglia din cauza condițiilor  meteorologice. Planoarele lor, care transportau arme antitanc și vehicule ușoare, au decolat, dar au aterizat în zona din care tocmai se retrăgea Brigada a 4-a de parașutiști, fiind supuse unui foc nimicitor din partea germanilor aflați în ofensivă.

#### Nijmegen
La ora 08:20, Regimentul al 504-lea de infanterie aeropurtată a făcut joncțiunea cu Corpul al 30-lea la Grave. După acest moment, regimentul s-a putut concentra asupra altor misiuni și a trecut în rezerva diviziei Batalionul al 3-lea. Până în după-amiaza aceleiași zile, unitățile avansate ale Corpului al 30-lea au ajuns la Nijmegen. În conformitate cu planificarea originală, Corpul trebuia să fie deja la Arnhem. Pentru cucerirea podului de la Nijmegen a fost organizat un atac comun al Diviziei blindate de gardă și a Batalionului al 2-lea și al Regimentului al 505-lea de infanterie aeropurtată. Atacatorii au fost opriți la aproximativ 400 de pod. De-a lungul nopții au continuat lupte de hărțuire. A doua zi s-a încercat executarea unui atac asupra capătului sudic al podului. Batalionul al 3-lea ar fi trebuit să traverseze râul cu bărcile pneumatice la aproximativ 1,5 km în aval și să atace capul de nord al podului. Bărcile, cerute pentru seara acestei zile, nu au fost trimise în zona de luptă. Corpul al 30-lea a fost stopat încă o dată în fața unui pod. 
Diviziei i-au fost date în sprijin două noi batalioane – primul și al cincelea. Încercarea de aprovizionare făcută de 35 din cele 60 de avioane C-47 care decolaseră din Anglia s-a încheiat cu un eșec, datorită parașutărilor executate de la mare altitudine. Proviziile nu au putut fi recuperate.

#### Wijchen
La ora 09:50, Regimentul al 50-lea de infaterie aeropurtată s-a îndreptat spre Wijchen, pentru a ataca podul Edithbridge dinspre sud. După cucerirea podului, soldații regimentului au asigurat apărarea lui. La scurtă vreme, regimentul a atacat și podul de la sud de Wijchen, pod pe care l-au cucerit și căruia i-au asigurat apărarea.

#### Eindhoven-Veghel
La sud de Regimentul al 50-lea, unități ale Diviziei al 101-a au fost trimise cu o zi în urmă să cucerească Bestul, dar în scurtă vreme au trebuit să se retragă din fața contraatacurilor germane din dimineața zilei. Tancurile britanice sosite în zonă în după-amiaza aceliași zile au cooperat cu infanteriștii pentru alungarea germanilor. Ceva mai târziu, o subunitate germană dotată cu tancuri Panther au sosit la Son și încercat să pună stăpânire pe podul Bailey. Și aceste forțe au fost respinse, de această dată cu ajutorul tunurilor antitanc debarcate de curând, iar aliații au preluat ferm controlul podului.

### A patra zi: miercuri, 20 septembrie

#### Podul Arnhem
Forța comandată de locotenent-colonelul John Dutton Frost a reușit să reziste pe pozițiile cucerite și a stabilit legătura pe la prânz cu Divizia I prin intermediul rețelei publice de telefonie. Ei au aflat că nu există șanse ca blindatele Corpului al 30-lea să poată străpunge apărarea germană și să ajungă până la Arnhem, fiind oprite în fața podului de la Nijmegen. Până în jurul prânzului, pozițiile britanice din zonă fuseseră puternic slăbite. Printre luptătorii aliați se numărau morți și numeroși răniți. Lipsa acută de muniție, în special al încărcăturilor pentru armele antitanc, le-a permis tanchiștilor germanilor să demoleze numeroase clădiri folosite de britanici. Apa, alimentele și materialele medicale ale britanicilor erau pe sfârșite. Numărul răniților a fost atât de ridicat, iar clădirile care-i adăposteau erau într-un așa mare pericol de prăbușire, încât părțile combatante au căzut de acord asupra acceptării unui armistițiu de două ore, timp în care răniții aliați, (printre care și comandantul lor, locotenent-colonelul John Dutton Frost), să fie evacuați și predați spre îngrijire părții germane. Comanda britanicilor a fost preluată de Frederick Gough.
Germanii au eliminat pe rând restul punctelor de rezistență pe parcursul zilei, recucerind controlul asupra rampei nordice de acces pe pod. Astfel, rezervele germane au putut traversa podul, îndreptându-se mai apoi spre Nijmegen. Resturile forțele britanice de la Arnhem au continuat să lupte cu îndărătnicie, uneori în încleștări sângeroase om la om, dar, în dimineața zilei următoare, aproape toți supraviețuitorii fuseseră luați prizonieri. Ultimul mesaj radio emis din rândurile britanicilor, auzit doar de operatorii germani, a fost: „out of ammo, God save the King ([am rămas] fără muniție, Dumnezeu să-l protejeze pe Rege”.
În timpul planificării operațiunii se estimase că toți cei 10.000 de luptători ai Diviziei I erau necesari pentru cucerirea și păstrarea controlului asupra podului. În timpul luptelor de la podul Arnhem, 740 de soldați britanici au rezistat patru zile împotriva unor forțe germane mult mai puternice decât prognozaseră planificatorii aliați. În timpul luptelor de la podul Arnhem, au căzut la datorie 81 de britanici. Pierderile germane nu pot fi precizate. Unele dintre subunitățile germane au raportat pierderi în timpul luptelor de până la 50% din efective. În memoria celor care s-au jertfit pe câmpul de luptă de aici, podul a fost redenumit „John Frost”. Generalul James M. Gavin, comandantul diviziei a 82-a aeropurtate, a apreciat fapta de arme a oamenilor de sub comanda lui Frost: „cea mai remarcabilă acțiunea a unui batalion independent de parașutiști din timpul războiului”.

#### Oosterbeek
Mai spre vest, resturile Diviziei I aeropurtate s-au concentrat la Oosterbeek pentru ultima lor acțiune de luptă. La est de localitate, se aflau batalioanele 1, 3 și 11 de parașutiști și regimentul de infanterie  care, în timpul luptelor sângeroase din dupăamiaza zilei, au reușit să respingă inamicul și să păstreze fragilul cap de pod.
În pădurile de la vest de Oosterbeek, Brigada a 4-a de parașutiști a luptat pentru a ajunge în zona diviziei, dar a trebuit să facă față reacției viguroase a infanteriștilor germani, care aveau și sprijinul artileriei, mortierelor și tancurilor (unele dotate cu aruncătoare de flăcări). Parașutiștii au avut pierderi grele. Balationul al 10-lea a ajuns la Oosterbeek în primele ore ale serii cu doar 60 de oameni.
Mai departe în spatele frontului, batalionul al 156-lea de parașutiști suferea de pe urma atacurilor violente ale germanilor, pe care a trebuit să le respingă pe rând până în momentul în care și-au organizat propriul contraatac. Contraatacul parașutiștilor a fost un succes, germanii nerealizând că luptă nu cu trupe aflate în ofensivă, ci în retragere. Batalionul, compus din aproximativ 150 de luptători, a atacat la baionetă, cucerind un luminiș în pădure, unde au rămas blocați timp de 8 ore. Spre seară, cei 75 de supraviețuitori au declanșat un atac disperat la baionetă și, în timpul unor lupte dure corp la corp, și-au deschis drum prin liniile germane până la punga aliată de la Oosterbeek.

#### Nijmegen
Bărcile cerute de Divizia a 82-a cu o zi mai înainte nu au fost livrate, iar în dimineața acelei zile a fost ordonat în pripă forțarea cursului apei. Pe la ora 15:00, batalionul al 3-lea a traversat râul în bărci de asalt făcute din pânză de cort. Lipsa vâslelor i-a obligat pe unii dintre soldați să vâslească cu paturile puștilor. Aproximativ jumate dintre bărcile de asalt au reușit traverseze râul în ciuda focului puternic al germanilor. Supraviețuitorii traversării au atacat peste un câmp deschis de aproximativ 200 m și au cucerit capul de nord al podului. Germanii s-au retras de la ambele capete ale podului, soldații aliați luând în stăpânire podul după patru zile de luptă. Atacul foarte sângeros a fost poreclit „Mica Omaha”, prin comparație cu luptele sângeroase din Ziua Z de pe Plaja Omaha.
Spre est, atacurile germanilor asupra înălțimilor au înregistrat succese importante, cucerind singurul pod pe care-l puteau folosi tancurile. Contraatacul aliat i-a alungat pe germani înapoi pe pozițiile de plecare până la ora 20:00. Totuși, aliații au pierdut teren în fața atacurilor infateriei și tancurilor germane de la Im Thal și Legewald. În acel moment a devenit clar că germanii aveau intenția să taie șoseaua principală, ceea ce ar fi dus la fragmentarea unităților aeropurtate și ar fi stopat înaintarea elementelor Corpului al 30-lea.
Mai la sud, au continuat luptele dintre germani și Divizia a 101-a, o subunitate de tancuri germane reușind în cele din urmă să cucerească pentru o perioadă de timp o porțiune a șoselei, de unde au trebuit însă să se retragă datorită terminării muniției.

### A cincea zi, joi, 21 septembrie

#### Oosterbeek
Aproximativ 3.600 de supraviețuitori ai Diviziei I aeropurtate s-au adăpostit în clădirile și pădurile din Oosterbeek cu intenția de a apăra caputl de pod de peste Rin până la sosirea blindatelor Corpului al 30-lea. Pe parcursul zilei, pozițiile lor au fost atacate de pe toate direcțiile. În sud-est, resturile batalioanelor 1, 3 și 11 de parașutiști și a regimentului al 2-lea Staffordshire de infanterie au respins un atac important al germanilor, sprijinit de focul artileriei ușoare divizionare. În nord, Batalionul al 7-lea de grăniceri scoțieni au fost la un pas de a fi copleșiți, dar în urma unui contraatac la baionetă situația a fost restabilită. Cel mai serios atac al zilei a fost declanșat de compania „B” a grănicerilor scoțieni, care controla un sector vital din apropierea unui pod plutitor, care era singura cale pe care se puteau primi întăriri de la camarazii din sud. Compania a fost copleșită de atacul infanteriei și blindatelor germane. Contraatacul aliat a eșuat, iar resturile companiei au fost redistribuite la alte subunități. Divizia a rămas într-o situație foarte dificilă, având sub control numai 650 m de mal.
O încercare de reaprovizionare pe calea aerului efectuată de RAF a fost respinsă de singura escadrilă de  avioan de vânătoare german disponibilă de-a lungul întregii acțiuni. Avioanele Focke-Wulf Fw 190 au prins avioanele aliate la altitudine joasă și a doborât 15 dintre ele. Focul antiaerienei germane a mai doborât încă opt avioane aliate de transport. Vânătorii germani au reușit să penetreze ecranul protector asigurat de avioanele americane de intercepție datorită faptului că una dintre escadrilele americane a ajuns cu întârziere în sectorul de patrulare dinte Lochem și Deventer. Escadrila aliată, deși sosită cu întârziere, s-a răzbunat, doborând 15 dintre cele 22 de avioane germane care se îndreptau către propria bază.

#### Intrarea parașutiștilor polonezi în luptă
După două zile de amânare datorită condițiilor meteo nefavorabile, Brigada I independentă de parașutiști polonezi au intrat în luptă în dupăamiaza zilei de 21 septembrie. Ei au fost lansați deasupra obiectivelor din 144 avioane de transport americane C-47. Cam două treimi ale efectivelor brigăzii au fost parașutate în fața pozițiilor deținute de Divizia I aeropurtată pe un nou câmp de aterizare la sud de Rin lângă satul Driel. Coordonarea proastă a avioanelor RAF de transport a făcut ca proviziile să fie parașutate la 15 km depărtare de zona de aterizare a polonezilor.
Polonezii trebuiau să folosească un bac plutitor pentru a traversa râul în sprijinul Divizia I, dar au descoperit că malul opus era sub controlul germanilor și, în plus, bacul lipsea din zonă. Ceva mai târziu, bacul a fost descoperit distrus în aval. Polonezii, incapabili să-și ajute aliații, s-au retras peste noapte în satul Driel. Divizia I aeropurtată a reușit să ia legătura radio cu bateriile de artilerie ale Corpului al 30-lea, care înaintase dinspre sud. Spre deosebire de restul cazurilor, de această dată legăturile radio au funcționat fără întrerupere pe toată durata luptelor, iar regimentul de artilerie a reușit să sprijine cu foc Divizia I.

#### Nijmegen
În ciuda faptului că podul Nijmegen a fost cucerit, iar orașul a fost eliberat cu o seară în urmă, Divizia de blindată de gardă nu a început înaintarea decât 18 ore mai târziu, pe la prânz. Generalul Brian Horrocks a pretins că a avut nevoie de această amânare pentru a-și pune în ordine trupele zdruncinate după luptele pentru cucerirea orașului. Aceasta a fost o decizie controversată, care a fost cercetată critic în anii postbelici. O jumate din divizie trebuia să fie detașată pentru sprijinirea Diviziei a 82-a aeropurtate, în condițiile în care germanii încercau să izoleze avantgarda de restul trupelor aliate. Restul trupelor rămase erau în criză de combustibil și erau epuizate după luptele grele de la Nijmegen. Planul Operațiunii Market Garden depindea de deplasarea trupelor și aprovizionarea pe o singură șosea. Acest fapt putea duce la întârzieri, de vreme ce deplasarea trupelor nu putea să se facă pe rute alternative, pentru a susține efortul de înaintare.
În teren, întârzierea a permis germanilor să-și întărească mult defensiva la sud de Arnhem, favorizată mult de cucerirea ambelor capete ale podurilor. Înaintarea blindatelor aliate, restricționată de terenurile mlăștinoase, care împiedicau deplasarea în afara drumului principal, a fost oprită rapid de o linie defensivă puternică. Blindatele nu au avut posibilitatea să ocolească această linie defensivă. Pentru a rezolva situația, a fost chemată în ajutor Divizia a 43-a, care trebuia să ocolească liniile germane și să facă joncțiunea cu polonezii aflați la Driel. Totuși, Divizia a 43-a era la 36 km depărtare și avea în față un ambuteiaj uriaș. Deabia în ziua următoare a reușit Divizia a 43-a să traverseze râul Waal și și-a început deplasarea.
Germanii s-au străduit tot timpul să cucerească supremația în zonele de luptă și au desfășurat contraatacuri de-a lungul întregii rute de deplasare a Corpului al 30-lea, deși Divizia a 101-a britanică a continuat să exploateze succesele lor inițiale.
Pe la ora 15:00, 406 planoare remorcate de avioane C-47 și 33 avioane de marfă C-47 au executat o misiune de aprovizionare a Diviziei a 82-a aeropurtate. Cam 60% dintre provizii au fost recuperte (încărcătura a 351 de planoare) cu ajutorul civililor neerlandezi. Cea mai mare parte a diviziilor 82 și 101, întărite cu unități blindate britanice, s-au angajat în misiuni defensive în încercarea de păstrare a controlului asupra șoselei, atacurile germane fiind respinse de-a lungul întregii rute de deplasare a aliaților.

#### Podul Wijchen
După succesul Regimentului 504 de infaterie parașutată de la Wijchen, germanii au încercat să atace podul dinspre capul lui nordic. Infanteriștii aliați au luat legătura cu Divizia 101 cerând ajutor. Divizia 101 s-a îndreptat spre Wijchen, i-a ajutat pe infanteriști să recucerească localitatea Edithbridge, iar germanii au trebuit să se retragă. Aliații au păstrat controlul podului Wijchen.

### A șasea zi: vineri, 22 septembrie  („Vinerea neagră”)
Germanii, după mai  multe atacuri eșuate, care le-a provocat pierderi importante, nu au mai declanșat noi atacuri de infanterie fără o pregătire corespunzătoare de artilerie. Până la încheierea luptelor, germanii au adus în zona Oosterbeek cam 110 piese de artilerie, ca  urmare a învățămintelor trase din luptele de la podul Arnhem. Numărul atacurilor directe împotriva pozițiilor aliate s-au împuținat, fiind vizate poziții specifice. Armele antitanc aliate bine poziționate au provocat germanilor pierderi importante și au intimidat atât echipajele blindatelor, cât și pe infanteriști. Cu toate acestea, la încheierea luptelor, supraviețuitorii Diviziei I erau depășiți din punct de vedere numeric în proporție de 4:1. 

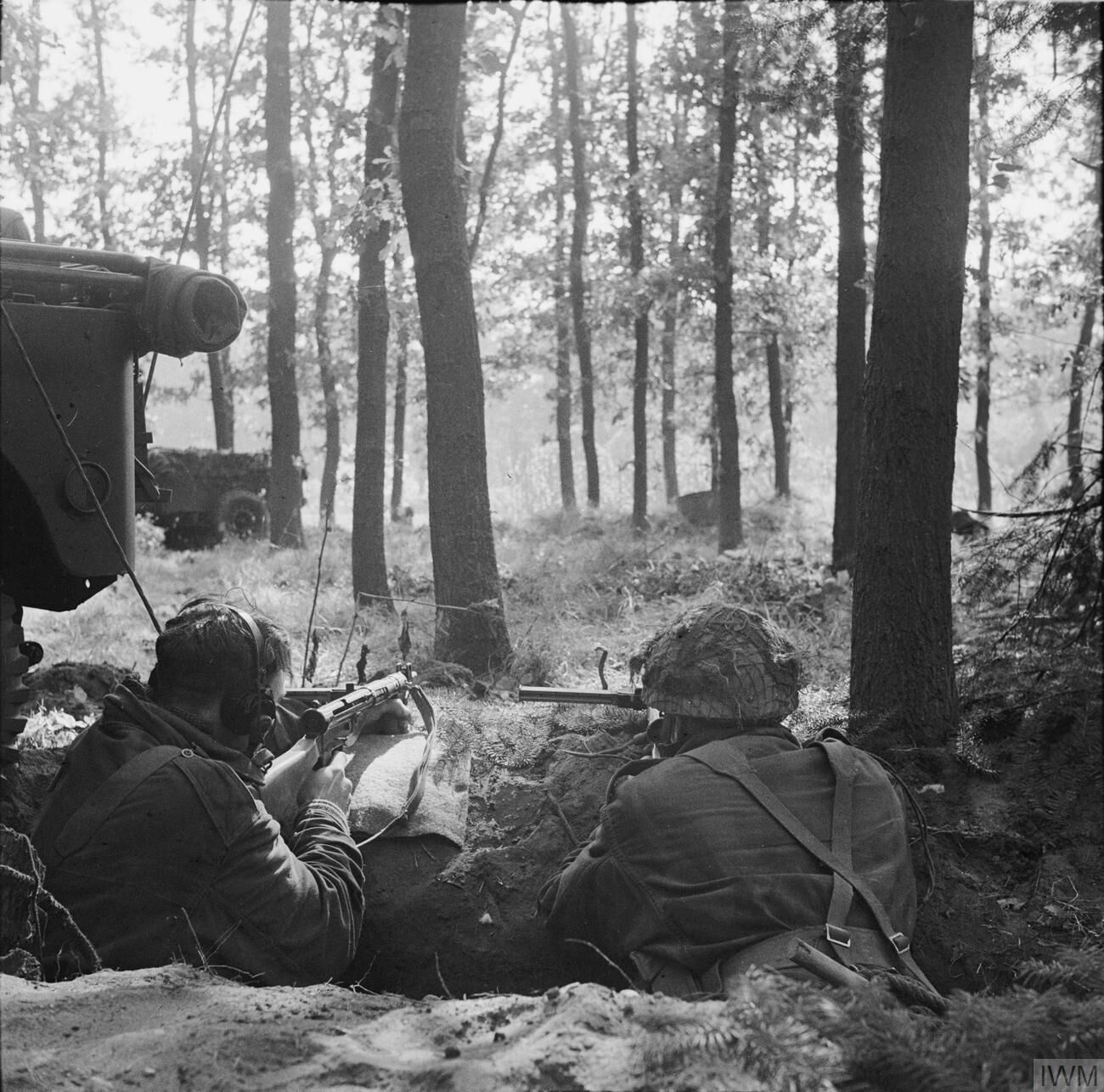
Parașutiștii britanici în pozițiile de pe malul sudic al Rinului

Trupele poloneze de la Driel, în ciuda faptului că nu au reușit să traverseze râul, au provocat o redistribuire a forțele germane. Germanii s-au temut ca polonezii să nu încerce să recucerească podul Arnhem și, mai mult chiar, că să nu izoleze Divizia a 10-a Panzer SS, care în acel moment ținea piept Diviziei blindate de gardă britanice. De aceea, germanii au retras 2.400 de oameni de la Oosterbeek, care au fost mai apoi redistribuiți la Driel.

#### Joncțiunea dintre Brigada de parașutiști polonezi și Corpul al 30-lea
Odată cu ridicarea ceții, elementele Diviziei a 43-a, care se delasau spre Driel, au fost expuse atacurilor subunităților germane. Avantgarda diviziei a ajuns la Driel seara. În timpul nopții, în ciuda lipsei de bărci de asalt, aliații au încercat fără succes să traverseze  râul. Geniștii britanici și polonezi au încercat fără succes să improvizeze un pod plutitor din bărci mici legate între ele cu cabluri de semnalizare. Soldații polonezi au traversat cu greu râul, vâslind împotriva curentului puternic. Datorită focului puternic al germanilor, numeroși soldați polonezi au pierit, și doar 52 de parașutiști ai Companiei a 8-a poloneze au reușit să treacă pe celălalt mal. Venirea nopții a dus la încetarea oricăror tentative de traversare a râului.
Dacă întreaga „Șosea a Iadului” se afla sub controlul aliaților până în acel moment, germanii au lansat atacuri neîntrerupte de-a lungul întregului drum. La un moment dat, două formații de blindate germane au atacat de pe fiecare parte a Șoselei 69, între Veghel și Grave. Unul dintre grupuri  a reușit să cucerească o porțiune a șoseli, împiedicând orice înaintare aliată a aliaților spre Arnhem.

### A șaptea zi: sâmbătă, 23 septembrie
Germanii și-au dat seama ce intenții au parașutiștii polonezi și au acționat tot restul zilei pentru izolarea britanicilor de pe celălalt mal. Britanicii au reușit să reziste, iar ambele tabere au înregistrat pierderi importante. Germanii au atacat și pozițiile polonezilor, în încercarea de a-i izola de restul trupelor aliaților. Situația polonezilor a fost rezolvată de blindatele Corpului al 30-lea, care i-a alungat pe germani. Pe la prânz au sosit în zonă geniștii canadieni cu bărci. În aceeași noapte s-a încercat o nouă traversare a râului. Pe celălalt mal au trecut 150 de parașutiști polonezi.
Spre sud, mai multe atacuri germane date asupra Șoseaua 69 au fost respinse, dar porțiunea de drum cucerită de germani cu o zi mai înainte nu a fost recucerită de aliați  până când în zonă nu au intervenit blindatele Diviziei blindate de gardă. Celelalte blindate ale Corpului al 30-lea au rămas blocate în continuare la câțiva kilometri sud de Arnhem.

### A opta zi, duminică, 24 septembrie
Germanii au atacat din nou Șoseaua 69 la sud de Veghel și au stabilit poziții defensive. În acest moment, aliații nu-și dădeau seama cât de periculoase erau aceste noi poziții germane, dar întreaga Operație Market Garden a fost oprită și a fost formată o linie defensivă la Nijmegen. S-a încercat totuși în timpul nopții trimiterea de trupe de sprijin Diviziei I aeropurtate. Două companii au încercat să traverseze râul, dar locul traversării a fost prost ales, germanii întâmpinând cu foc puternic tentativa aliaților. Dintre cei 315 soldați care au reușit totuși să traverseze, doar 75 au reușit să ajungă la Oosterbeek, restul fiind luați prizonieri. Ca urmare a acestui eșec, s-a luat hotărârea retragerii toturor luptătorilor Diviziei I.

### A noua zi: luni, 25 septembrie
În zori, Divizia I aeropurtată a primit ordinele de retragere peste Rin. Retragerea efectivă a început doar după căderea întunericului, până atunci britanicii luptând din greu să reziste atacurilor germanilor. Germanii au format două grupuri de luptă puternice a trupelor SS și au atacat cu succes, străpungând liniile subțiri de apărare ale parașutiștilor. Doar intervenția artileriei aliate a făcut ca germanii să nu poată rupe definitiv în două Divizia I.
Divizia I a folosit toate trucurile posibile pentru a da impresia că sunt încă prezenți pe poziții, în tot acest timp desfășurându-se retragerea. Pontonierii britanici și canadieni au transportat trupele peste Rin, sub acoperirea parașutiștilor polonezi. Până în dimineața următoare, fuseseră retrași 2.398 de supraviețuitori. Pe malul nordic, 300 de soldați aliați au fost luați prizonieri de germani. Din cei 10.600 de soldați ai Diviziei I și ai altor unități care au luptat pe malul nordic al Rinului, 1.485 au murit, 6.414 au căzut prizonieri, cam o treime dintre ultimii fiind răniți.
Mai la sud, Divizia a 50-a, nou sosită în zonă, a atacat pozițiile germanilor, care controlau o porțiune din Șoseaua 69, restabilind controlul total al aliaților asupra acestei căi terestre de transport.  Pozițiile aliate din punga de la Nijmegen au fost apărate de-a lungul întegii luni septembrie și octombrie. În noiembrie pozițiile au fost preluate de Armata I canadiană și situația de pe aceasta porțiune a frontului nu s-a schimbat până în februarie 1945, când a fost lansată Operațiunea Veritable – înaintarea aliată spre vest în Germania, nu spre nord.

### Pierderi
| Pierderi  | Morți             | Răniți            | Dispăruți | Total             | Total general     |
| --------- | ----------------- | ----------------- | --------- | ----------------- | ----------------- |
| germani   | aproximativ 2.000 | aproximativ 6.000 |           | aproximativ 8.000 | aproximativ 8.000 |
| britanici | 6.484             |                   | 6.946     | 13.430            | 14.360            |
| americani | 558               |                   |           | 558               | 14.360            |
| polonezi  | 96                | 276               |           | 372               | 14.360            |

În plus, față de cei morți din rândul aliaților și germanilor, au fost uciși numeroși neerlandezi, inclusiv câțiva ofițeri și soldați care luptau în cadrul unităților britanice, dar și luptători din mișcarea de rezistență, sau civili. O zonă verde de lângă pod a primit numele ofițerului neerlandez Jacob Groenewoud Plantsoen.

## Urmări

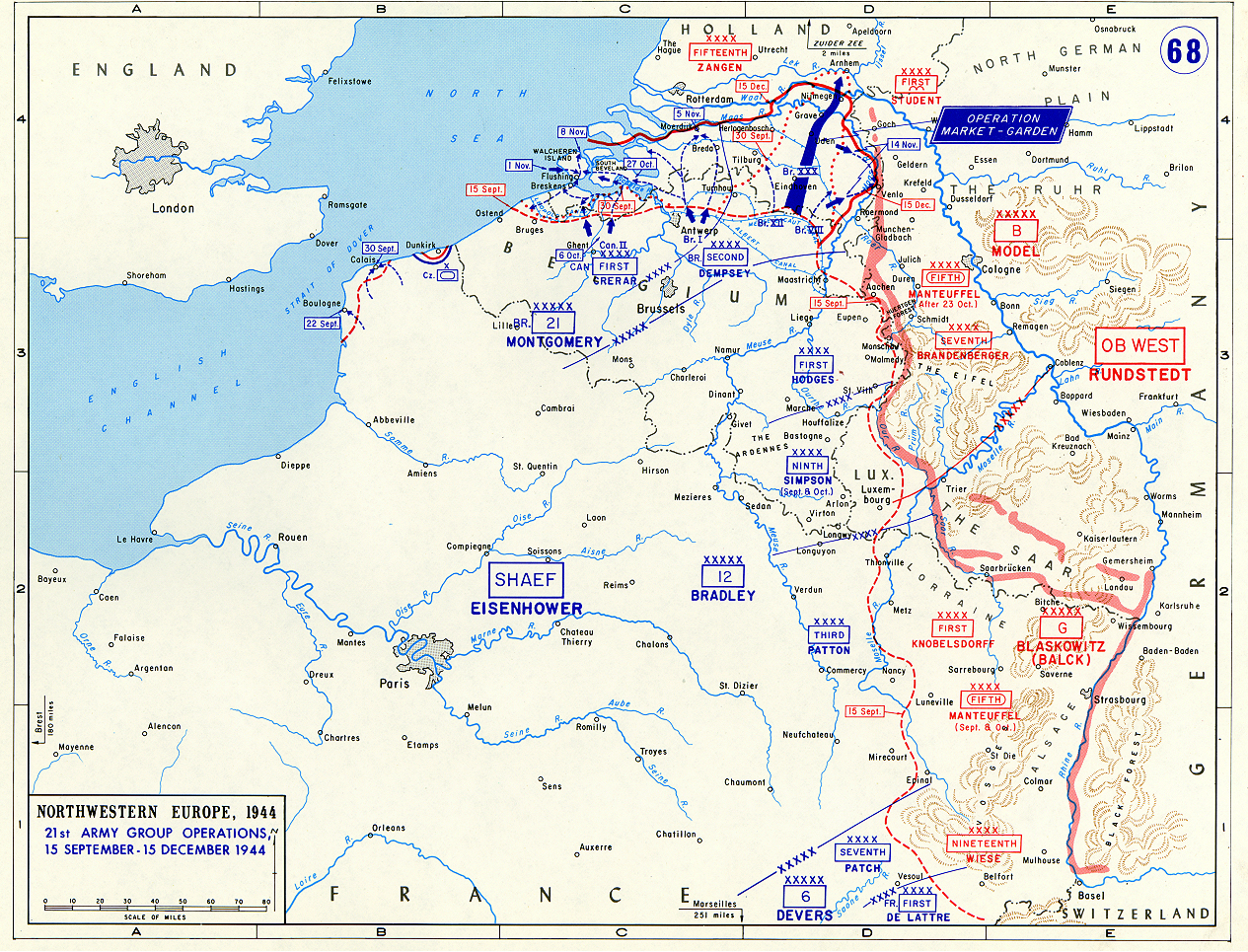
Frontul din Țările de Jos după Operațiunea Market Garden

Operațiunea Market Garden a dus la distrugerea mai multor unități aeropurtate de elită ale Aliaților. După ce operațiunea ofensivă a fost anulată, aceste unități de parașutiști, înarmați doar cu arme ușoare de infanterie, au fost lăsați să apere poziții pentru care nu erau echipați corespunzător. Pozițiile deținute de forțele aliate de-a lungul frontului lor nord-vestic din Țările de Jos s-au dublat la un moment dat, ceea ce a făcut extrem de dificilă sarcina masării de forțe importante pentru declanșarea unor ofensive vitale precum Bătălia de pe Scheldt sau Operațiunea Aintree. Pentru a îndeplini sarcinile celor două ofensive simultane numite mai sus și pentru a face față pierderilor grele înregistrate în timpul Operațiunii Marke Garden, au fost aduse trupe din regiunea Ardeni. Germanii au exploatat  pozițiile slăbite din regiunea Ardenilor, prin lansarea unei ofensive puternice în regiune – Ofensiva din Ardeni.

### Dezbateri pe tema strategiei și tacticii aliate
Planificarea Operațiunii Market Garden este o problemă controversată pentru mai multe motive. Operațiunea a fost un rezultat al dezbaterilor strategice la cel mai înalt nivel al comandamentului aliat din Europa. Numeroase analize postbelice au demonstrat că în 1944 nu au fost luate în calcul nicio alternativă de rezervă.

#### Planificarea greșită
Unul dintre aspectele controversate ale planurilor aliate a fost acela că toate podurile importante trebuiau cucerite și apărate cu succes pentru ca să fie asigurată victoria. Aruncarea în aer doar a unui pod ar fi dus la ratarea operațiunii. Corpul de armată al 30-lea (blindate) nu era dotat corespunzător pentru a se deplasa în regiunea de luptă. Este surprinzător pentru cercetătorii din ziua de azi că în 1944 nu s-a luat în considerație în mod serios cucerirea unui port important după parașutarea unor forțe importante direct deasupra obiectivului. În cazul podurilor Veghel și Grave, unde s-a acționat astfel, victoria a fost obținută numai după tragerea a câtorva focuri de armă. Decizia de a parașuta Divizia a 82 aeropurtată americană pe Înălțimile Groesbeek, la câțiva kilometri distanță de podul Nijmegen, este problematică, de timp ce a dus la întârzierea cu câteva ore a cuceririi obiectivului ordonat. Generalul Lewis Hyde Brereton a ordonat ca podurile de pe ruta de deplasere a Corpului al 30-lea să fie cucerite cu „viteză fulgerătoare”. Atât generalul Browning cât și Gavin considerau că, păstrarea unor poziții puternice defensive de-a lungul drumului de deplasare a blindatelor, este o condiție obligatorie pentru succesul operațiunii.
Gavin considerea că este de dorit să se efectueze parașutări cât mai aproape de obiectiv cu putință, care, în ciuda ratei mai ridicate de pierderi față de parașutările în zone mai îndepărtate, ar fi asigurat șanse mai mari de succes. Totuși, în cazul parașutării Diviziei a 82-a, care trebuia să păstreze controlul asupra centrului pungii, Gavin și Browning au decis că înălțimile Groesbeek au prioritate. Acest ultim fapt, combinat cu întârzierea parașutării Diviziei I, care a lăsat podul Arnhem deschis traficului germanilor, le-a permis naziștilor să-și organizeze defensiva.
Acțiunile Corpului al 30-lea au fost de asemenea de natură încât să ducă la eșecul întregii operațiuni. Înaintarea Corpului a fost considerată în epocă, dar și de cercetătorii  moderni,  ca lipsită de fermitate și prost condusă. Astfel, Corpul nu a a început deplasarea până târziu la prânz. Înaintarea lor a fost întârziată mai apoi de punctele de rezistență germană și de distrugerea podului de la Son. Corpul a ajuns pe 19 septembrie la Nijmegen, când ar fi trebuit să fie conform planului la Arnhem. Corpul al 30-lea a întârziat și pentru că a trebuit să sprijine atacurile Diviziei a 82-a de la Nijmegen. După ce a reușit să traverseze podul, blindatele britanice au trebuit să aștepte 18 ore pentru a-și relua înaintarea, sau, după cum a spus colonelul Reuben Tucker, comandantul regimentului al 504-lea, tanchiștii „... au oprit pentru un ceai”. Această declarație, deși nu trebuie luată adlitteram, reflectă opinia multor comandanți americani, care au fost foarte nemulțumiți de apatia și lipsa de agresivitate a forțelor britanice.

#### Priorități ale operațiunii
Cu câteva săptămâni mai înainte ca planurile pentru Market Garden să prindă formă, britanicii au cucerit Anvers și portul său foarte important. Acest succes ar fi trebuit să scurteze foarte mult liniile de aprovizionare aliate. În plus, Armata a 15-a germană, (80.000 de oameni sub comanda lui von Zangen) ar fi trebuit încercuită la sud de estuarul Scheldt. Germanii au reușit însă să se evacueze cu cea mai mare parte a echipamentului din dotare, inclusiv cu artileria grea, în Peninsula Beveland. Chiar și după evacuarea reușită de germani pe calea apei, aliații ar fi putut ca, după un atac desfășurat pe o distanță de numai 24 km de la bazele din Anvers, să izoleze peninsula. În schimb, comandanții aliați au considerat că este mult mai importantă aprovizionarea trupelor care pregăteau Market Garden. În acest timp, Armata I canadiană a rămas inactivă în Anvers până în octombrie, când, cu prețul a mii de victime, a declanșat luptele pentru curățarea malurilor estuarului Scheldt. Chiar și după eșecul Operațiunii Market Garden, aprovizionarea trupelor aliate a rămas o problemă greu de rezolvat, Anversul devenind operațional doar pe 28 noiembrie. În prima zi a lunii octombrie, de exemplu, peste 240 de vase comerciale aliate așteptau să fie descărcate în radele porturilor europene, care erau depășite de volumul mult prea mare de provizii.

#### Variante tactice neluate în seamă
Podul de la Arnhem nu era singurul punct de trecere peste Rin. De fapt, planificatorii Market Garden ar fi putut să aleagă punctul de traversare cu bacul de la Driel. Parașutiștii lui Frost ar fi putut cucerit acest punct de trecere în loc de podul de la Arnhem. Dacă s-ar fi procedat astfel, întreaga Brigadă I s-ar fi putu concentra pentru a cuceri înălțimile Osterbeek și bacul. Astfel, podul de la Arnhem ar fi fost încă un pod dintre cele multe, care ar fi fost o variantă tactică, nu o prioritate. Mai mult, dacă s-ar fi atacat la Driel, Corpul al 30-lea ar fi putut înainta spre nord, ar fi putut asigura securtatea punctului de trecere cu bacul și ar fi avut și opțiunea de a ataca spre Arnhem.
Comandantul Corpului al 30-lea era în favoarea altei rute de atac. Cam la 25 km vest se afla un alt pod, cel de la Rhenen, pe care îl considera mult mai ușor de cucerit, existând chiar șanse ca germanii să nu fi organizat nicio poziție defensivă în zonă. S-a dovedit că această supoziție a fost corectă, dar Corpul nu a fost niciodată autorizată să atace podul de la Rhenen. Dacă li s-ar fi permis această versiune de atac, aliații ar fi putut traversa Rinul și ar fi trecut în spatele liniilor germane fără să întâmpine nicio rezistență. Se pare însă că, în momentul în care ar putut să ordone atacul spre Rhenen, Montgomery era mult mai preocupat de atacurile neîncetate ale germanilor asupra coloanelor aliate întinse pe o distanță mult prea mare.
Toate posibilitățile pentru atacuri alternative au fost ignorate, iar alegerile greșite făcute de comandanți nu au putut fi compensate de eroismul din teren al soldaților. Comandantul regimentului de planoare a respins o cerere făcută de trupele aeropurtate pentru aterizarea cu un număr redus de soldați transportați cu planoarele în imediata vecinătate a capului de sud a podului Arnhem. Acest refuz a fost surprinzător, cu atât mai mult cu cât, în timpul debarcării din Normandia, Divizia a 6-a aeropurtată britanică a folosit tactica aterizărilor în imediata vecinătate a obiectivelor pentru cucerirea mai multor poduri mici. În Anglia, comandantul Diviziei a 52-a de infanterie, ale cărui trupe au fost trimise să aterizeze pe un aeroport capturat, a plănuit cu superiorii săi să permită unei brigăzi să fie transportate cu planoarele în ajutorul forțelor asediate ale generalului  Robert Elliot Urquhart. Și această propunere a fost respinsă, deoarece zona de aterizare vizată nu era apărată de nicio forță aliată, iar germanii erau deja în alertă. Totuși, mai exista un aeroport lângă Grave, iar dacă Divizia a 52-a ar fi aterizat aici, ar fi putut încerca eliberarea unităților britanice, iar cucerirea podului de la Arnhem s-ar fi putut realiza. Comandantul Brigăzii I de parașutiști polonezi, generalul Stanisław Sosabowski, a propus ca oamenii din subordinea sa să încerce o parașutare în condiții dificile de ceață, care însă ar fi acoperit acțiunea de ochii germanilor, dar a fost și el refuzat.  
Luptătorii rezistenței neerlandeze au fost pur și simplu ignorați de forțele britanice de la Arnhem, ceea ce nu s-a întâmplat în cazul diviziilor aeropurtate americane, care au colaborat cu insurgenții neerlandezi. Britanicii aveau un motiv întemeiat să ignore sprijinul neerlandezilor: rețeau britanică de spioni din Țările de Jos fusese compromisă de germani prin operațiunea Englandspiel, a cărei implicații fuseseră descoperite de Londra deabia în aprilie 1944. Planificatorii britanici au presupus că și rezistența neerlandeză a fost penetrată de agenții germani și au hotărât să reducă la minim orice contact cu civilii. Americanii, care nu avuseseră asemenea probleme, s-au folosit fără limită de sprijinul rezistenței neerlandeze. După cum s-a dovedit mai târziu, cunoașterea existenței bacului de la Driel sau a rețelei secrete de telefonie a rezistenței ar fi putut schimba rezultatul bătăliei, mai ales în condițiile în care echipamentele readio ale Aliaților nu au funcționat corespunzător.
După război, au apărut unele voci care au afirmat că rețeau rezistenței neerlandeze fusese penetrată de germani. Un ofițer superior neerlandez de contrainformații, locotenentul-colonel Oreste Pinto, a publicat după război o carte de succes, „Spy Catcher”. El a pretins că una dintre cele mai importante personaje ale rezistenței neerlandeze, Christiaan Lindemans („King Kong”) a fost de fapt agent german și ar fi trădat Operațiunea Market Garden. Lindemans a fost arestat în octombrie 1944, dar s-a sinucis în celula sa în 1946, mai înainte ca să poată fi judecat. Părerile cercetătorilor în această privință sunt împărțite, existând unele voci care afirmă că Lindemans ar fi fost de fapt un agent dublu.
Market Garden a fost un plan foarte riscant, care ar fi presupus ca la nivelul fiecărei unități să existe capacitatea asumării unor inițiative tactice care ieșeau din tipare. Din păcate, planul detaliat al operațiunii nu prevedea nicio competență al comandanților de la nivelurile inferioare în adoptarea de decizii tactice. Divizia I aeropurtată, cea mai puțin închegată mare unitate, cu cea mai mică experiență de luptă în comun, a primit ca sarcină cucerirea celui mai dificil obiectiv, aflat la cea mai mare distanță. Corpul al 30-lea a fost criticat pentru incapacitatea sa de respecta înaintarea programată. Avangarda blindată a Corpului era comandată de Allan Adair, un ofițer pe care Montgomery dorise să-l destituie încă de dinainte de declanșarea operațiunii. Montgomeru nu a reușit acest lucru datorită marii popularități de care se bucura Adair. Gavin, comandantul Diviziei a 82-a aeropurtate, a greșit dând cea mai dificilă sarcină, (înălțimile  Groesbeek și Nijmegen) mai puțin experimentatului regiment 508 și nu celei mai bune unități din subordinea sa, Regimentul 504 de parașutișiti.

#### Aprecieri critice ale liderilor aliați
Eisenhower a apreciat până la eșecul final al Operațiunii Market Garden că acțiunea parașutiștilor a fost o misiune care a trebuit încercată. Cu toate acestea, Cornelius Ryan amintește că Eisenhower ar fi spus: „...Eu nu știu ce ai auzit în Anglia, dar britanicii nu au înțeles niciodată sistemul american de comandă... Nu am auzit niciodată din partea britanicilor niciun imn de slavă. Și nu vei auzi unul acum, în special din partea unor oameni precum Montgomery”.  Dar Eisenhower și-a păstrat aceste aprecieri pentru sine, nefăcându-le publice până după încheierea ostilităților.
În schimb, Montgomery a apreciat că Market Garden a fost  „încununat de succes în proporție de 90%” și a spus: „Din punctul meu subiectiv de vedere, dacă operațiunea ar fi fost susținută în mod corespunzător încă din faza de început și i-ar fi fost date avioanele, forțele terestre și resursele administrative necesare sarcinii, ar fi avut succes în ciuda greșelilor mele, a vremii potrivnice sau a prezenței Corpului al 2-lea Panzer SS în regiunea Arnhem. Eu rămân apărătorul care nu se căiește al Operațiunii Market Garden. După cât se pare, toate victoriile aliate sunt succese americane, iar toate înfrângerile aliate sunt eșecuri britanice”.
Prințul Bernhard al Țărilor de Jos i-a declarat lui Cornelius Ryan: „Țara mea nu-și va mai permite vreodată un alt succes al lui Montgomery.

### Operațiunile Aliate din Țările de Jos după eșecul Operațiunii Market Garden
După eșecul Operațiunii Market Garden, Aliații au fost obligați să lanseze ofensive pe două fronturi în sudul Țărilor de Jos. Pentru a asigura securitatea transporturilor navale spre portul Anvers, trupele aliate au înaintat spre nord și vest. Au cucerit estuarul Scheldt în nord și au curățat malurile fluviului Meuse în vest. Printr-un  atac neașteptat, aliații au cucerit capul de pod la vest de Meuse lângă Venlo.
În februarie 1945, aliații au recucerit înălțimile Groesbeek, care fuseseră ocupate pentru prima oară de parașutiști în timpul Market Garden. În timpul Operațiunii Plunder, aliații au forțat cursul Rinului în martie. În acel moment însă, Înaltul comandament aliat adoptase deja strategia atacului pe un front larg, ordonând traversări ale Rinului mai la sud, la Remagen și Oppenheim. Ca urmare a reușitei Operațiunii Plunder, orașul Arnhem a fost eliberat pe 14 aprilie 1945 de Corpul I canadian, după două zile de lupte. Resturile trupelor germane din Țările de Jos au capitulat pe 5 mai.

### Monumente edificate în cinstea luptătorilor
Mult râvnitul pod Arnhem nu a supraviețuit războiului. A fost înlocuit de un pod asemănător, care a primit în septembrie 1978 numele colonelului-erou John Frost.
Lângă a fost ridicat un monument care poartă următoarea inscripție: "To the People of Gelderland; 50 years ago British and Polish Airborne soldiers fought here against overwhelming odds to open the way into Germany and bring the war to an early end. Instead we brought death and destruction for which you have never blamed us. This stone marks our admiration for your great courage remembering especially the women who tended our wounded. In the long winter that followed your families risked death by hiding Allied soldiers and Airmen while members of the resistance led many to safety."
Pe 16 septembrie 1994, veteranii Diviziei a 101-a au ridicat un monument în cinstea civililor neerlandezi care au luptat de partea trupelor americane, „Monument for the Dutch' in Sint-Oedenrode”.  Inscripția de pe monument este în limba engleză: „Dedicated to the people of the Corridor by the veterans of the 101st Airborne Division, in grateful appreciation of their courage, compassion and friendship”.
În Fort Bragg, North Carolina, unde se află cartierul general al Diviziei a 82-a aeropurtate, terenurile de parașutare de antrenament au primit numele principalelor zone de parașutare din timpul Operațiunii Market Garden: „Holland”, „Nijmegen” și „Netherlands”.
În Țările de Jos există mai multe muzee dedicate Operațiunii Market Garden, printre care Muzeul Național al Eliberării din Groesbeek, Aripile Parcului Muzeului Eliberării din Schijndel și Muzeul Hartenstein al Trupelor Aeropurtate din Oosterbeek.

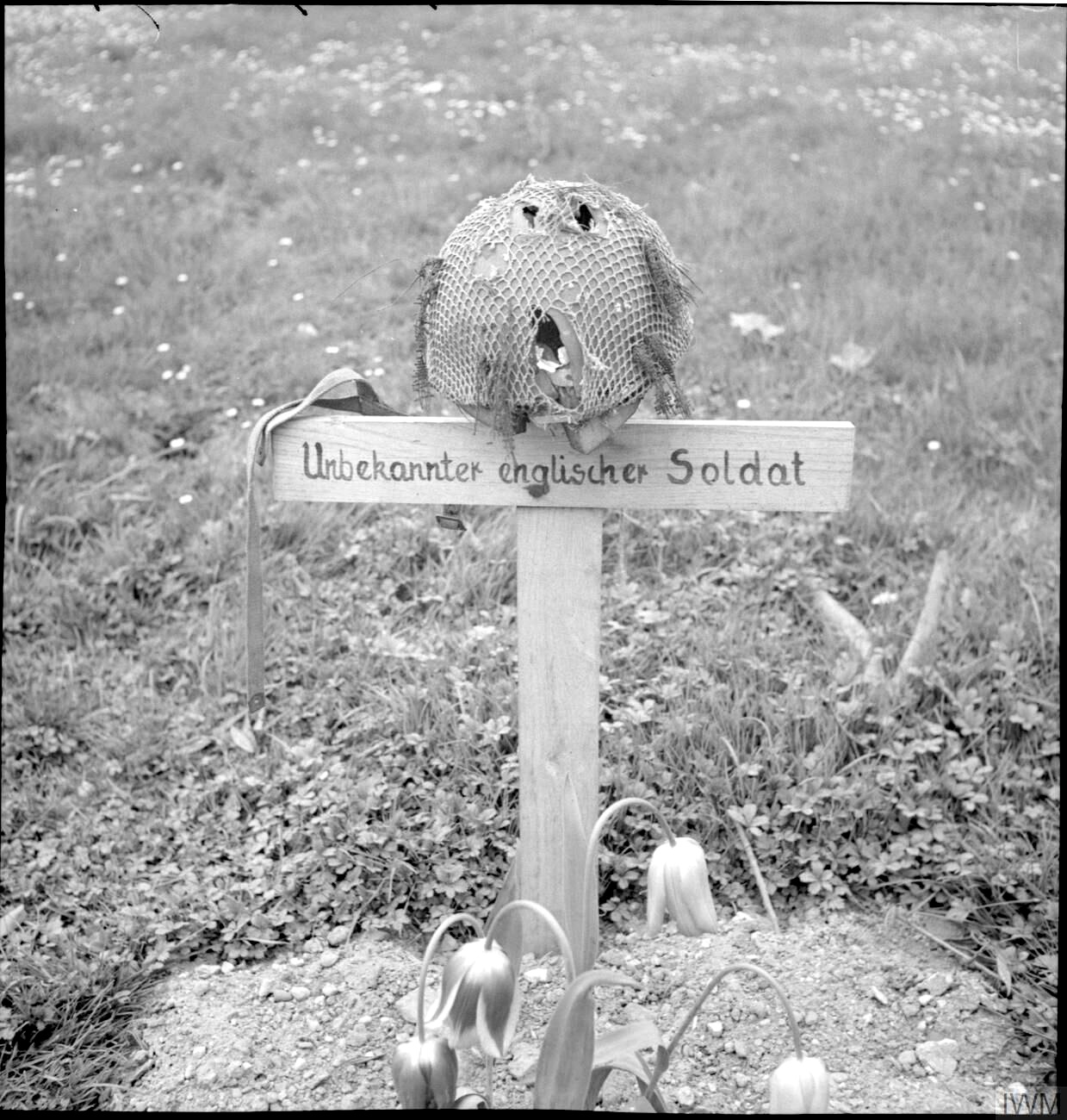
Mormântul „soldatului necunoscut englez” din Divizia I britanică, 15 aprilie 1945. Soldatul a fost îngropat de germani.
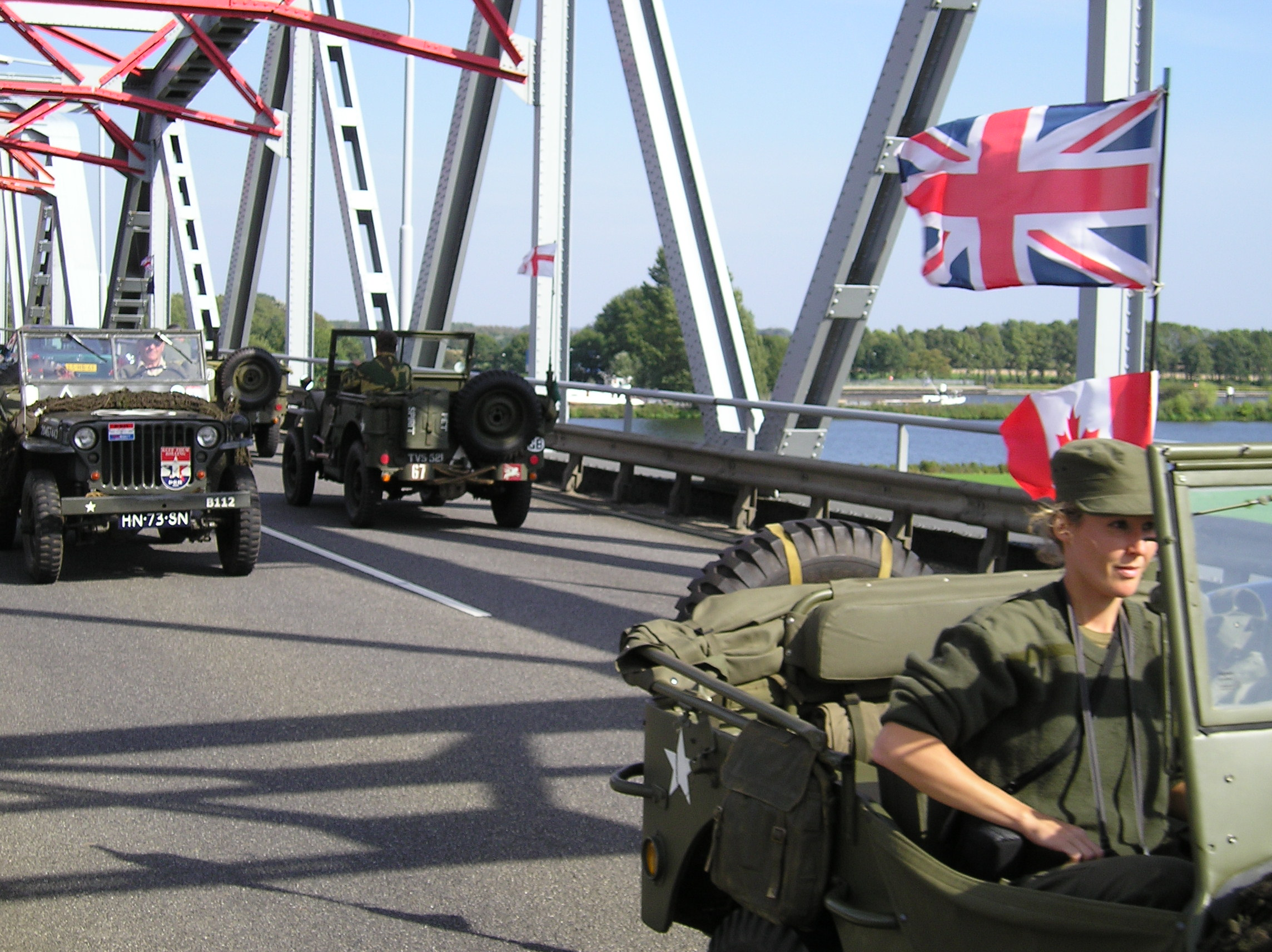
Comemorare a eroilor la podul Grave
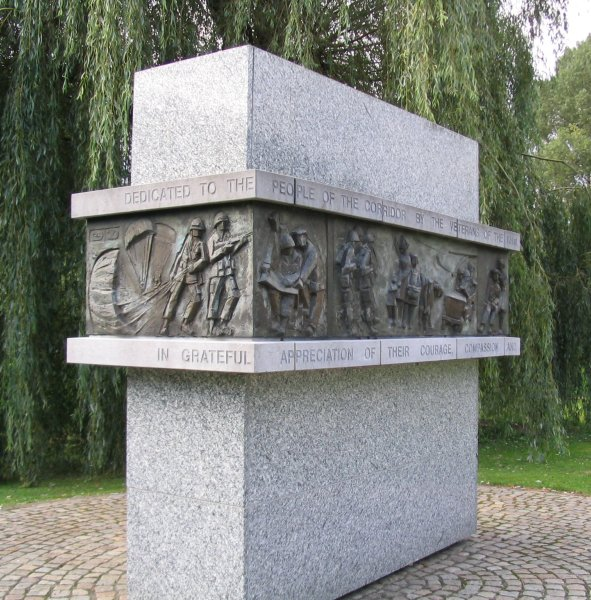
Monumentul dedicat civililor neerlandezi din Sint-Oedenrode

## Vezi și
- Un pod prea îndepărtat, carte de Cornelius Ryan
- Un pod prea îndepărtat, ecranizarea cărții de mai sus